# Adoración de los Reyes Magos

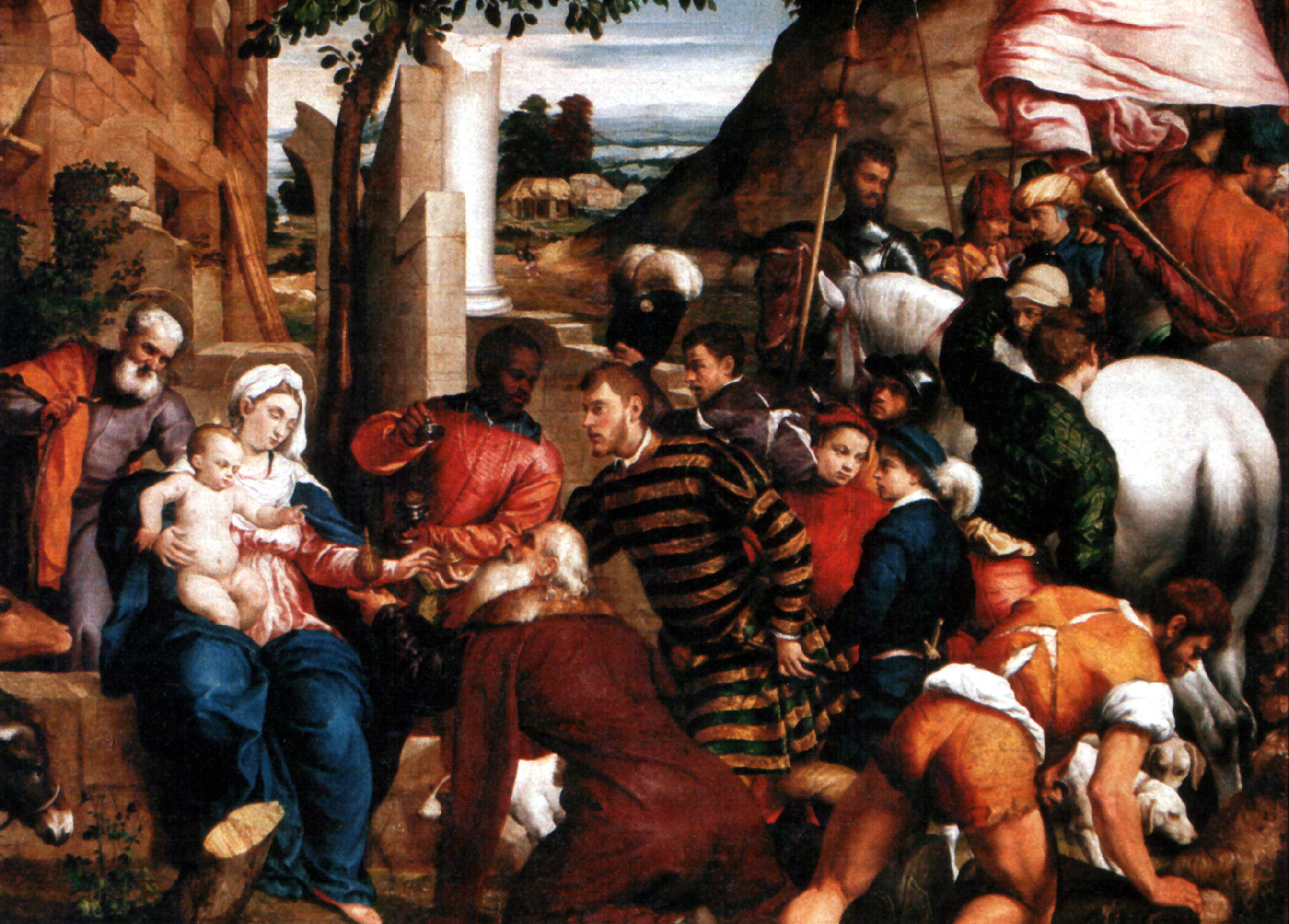
Adoración de los Reyes, Jacopo Bassano, National Gallery of Scotland.

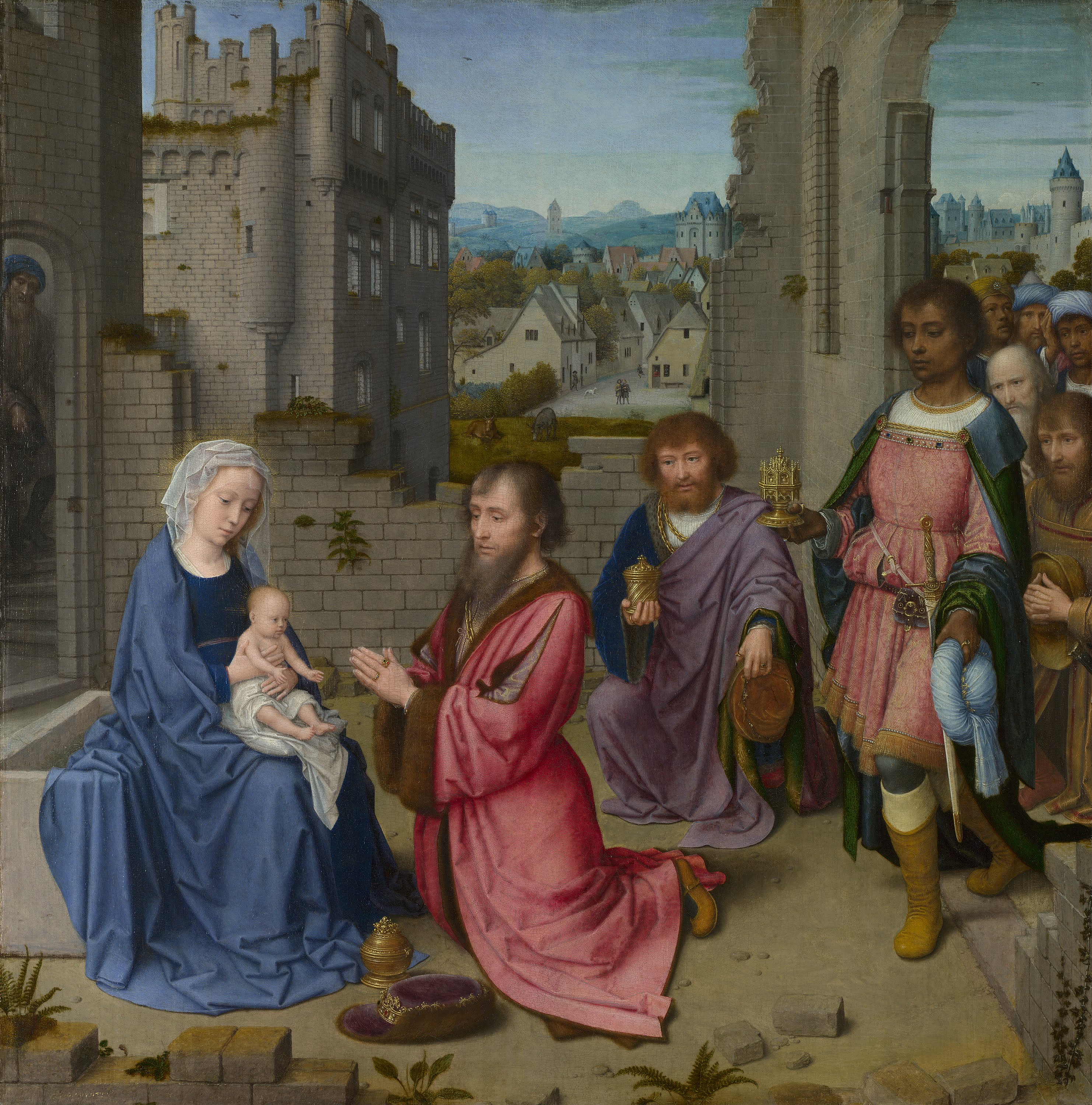
Gerard David, Adoration of the Kings, National Gallery, London, circa 1515

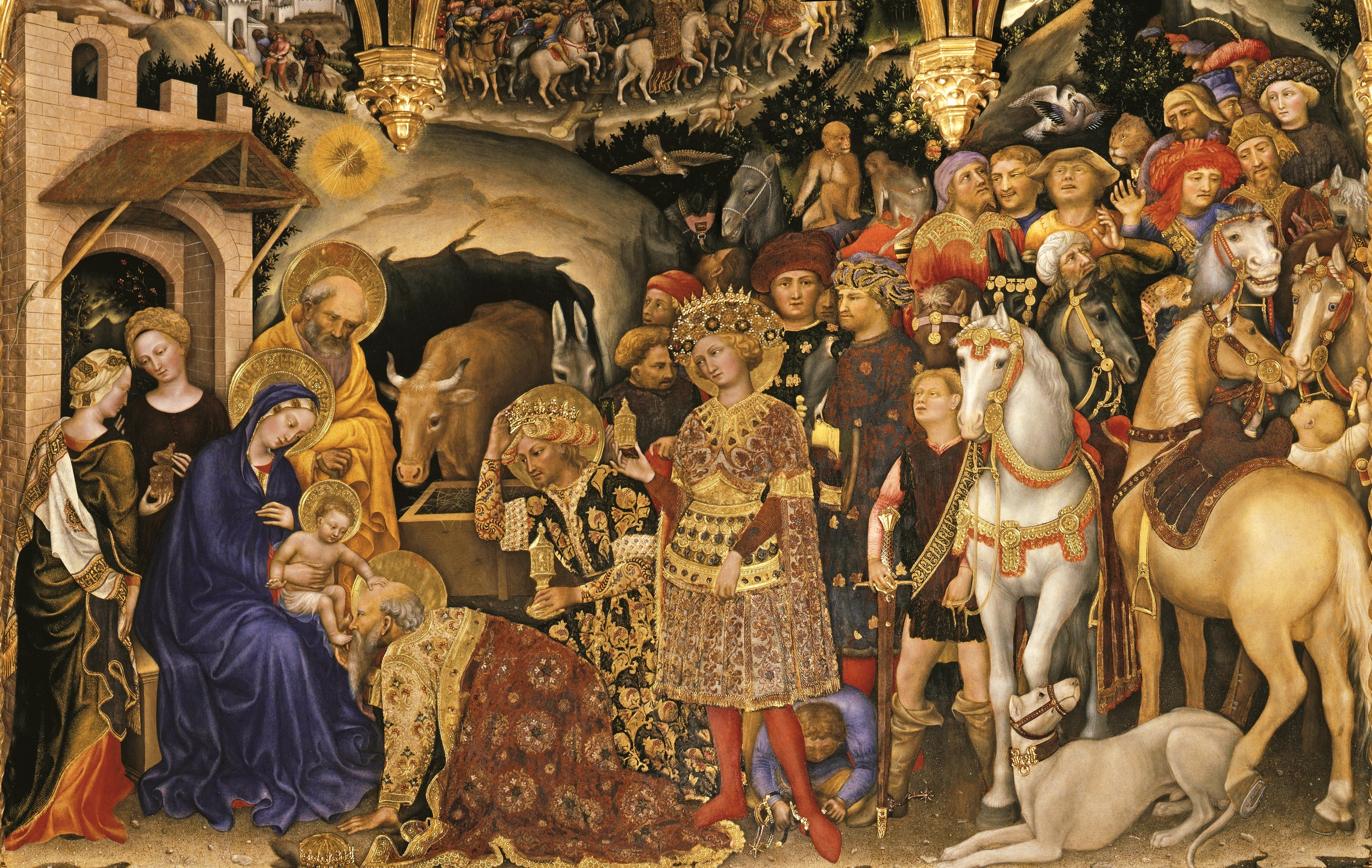
Adoración de los Reyes Magos, Gentile da Fabriano, 1423

La Adoración de los Reyes es una escena dentro de la historia que hace referencia a estos personajes. En la religión cristiana los Magos son unos personajes que aparecen en el Evangelio de Mateo (Mt 2-12) en el libro del Nuevo Testamento. Sin embargo, no aparecen en el relato de la infancia de Jesucristo que está en el Evangelio de Lucas.
Mateo hace un relato muy escueto en el que no aparece ni el número ni el nombre de estos magos. A partir de Orígenes (185-224) y con los Evangelios apócrifos se van añadiendo datos y detalles que la Iglesia va aceptando y los artistas aprovechan en sus obras. La historia de los Reyes Magos ha tenido siempre una gran atracción para las narraciones artísticas.
La iconografía cristiana amplió considerablemente el escueto relato de los Reyes Magos descrito en el Evangelio de Mateo (2:1-22).  A finales de la Edad Media se recurrió a fuentes no canónicas como la Leyenda Dorada de Jacobus de Voragine.  Los artistas utilizaron la iconografía cristiana ampliada para reforzar la idea de que Jesús era reconocido, desde su más tierna infancia, como rey de la tierra.  La escena de la adoración se utilizó a menudo para representar la Natividad, uno de los episodios más indispensables en los ciclos de la Vida de la Virgen así como de la Vida de Cristo.
A lo largo de la Edad Media comenzaron a circular historias que especulaban sobre quiénes eran exactamente los tres reyes famosos por visitar al Niño Jesús. Muchos suponían que procedían de algún lugar de oriente. Finalmente se decidió que los tres reyes representarían a los tres principales continentes de la época; Europa, Asia y África.  Los tres nombres que prevalecieron a lo largo de los siglos para los tres reyes fueron Rey Gaspar (o Caspar), Rey Melchor, y Rey Baltasar.  El protagonismo de esta historia, así como de los tres reyes magos, se debe al gran significado teológico que encierra el relato bíblico, a sus exóticas vestimentas y aspecto, así como a sus grandes y costosos regalos.
En el calendario eclesiástico, el acontecimiento se conmemora en el cristianismo occidental como la Fiesta de la Epifanía (6 de enero). La Iglesia Ortodoxa Oriental conmemora la Adoración de los Reyes Magos en la Fiesta de la Natividad (25 de diciembre).  El término es anglicismo de la Vulgata título de la sección latina de este pasaje: A Magis adoratur.

## Texto bíblico
- Según Mateo el evangelista. (2; 1-12)

Después de nacer Jesús en Belén de Judá en tiempos del rey Herodes, unos Magos llegaron de Oriente a Jerusalén preguntando: —¿Dónde está el Rey de los Judíos que ha nacido? Porque vimos su estrella en el Oriente y hemos venido a adorarle. Al oír esto, el rey Herodes se inquietó, y con él toda Jerusalén. Y, reuniendo a todos los príncipes de los sacerdotes y a los escribas del pueblo, les interrogaba dónde había de nacer el Mesías. —En Belén de Judá —le dijeron—, pues así está escrito por medio del Profeta: Y tú, Belén, tierra de Judá, ciertamente no eres la menor entre las principales ciudades de Judá; pues de ti saldrá un jefe que apacentará a mi pueblo, Israel. Entonces, Herodes, llamando en secreto a los Magos, se informó cuidadosamente por ellos del tiempo en que había aparecido la estrella; y les envió a Belén, diciéndoles: —Id e informaos bien acerca del niño; y cuando lo encontréis, avisadme para que también yo vaya a adorarle. Ellos, después de oír al rey, se pusieron en marcha. Y entonces, la estrella que habían visto en el Oriente se colocó delante de ellos, hasta pararse sobre el sitio donde estaba el niño. Al ver la estrella se llenaron de inmensa alegría. Y entrando en la casa, vieron al niño con María, su madre, y postrándose le adoraron; luego, abrieron sus cofres y le ofrecieron presentes: oro, incienso y mirra. Y, después de recibir en sueños aviso de no volver a Herodes, regresaron a su país por otro camino.

## Interpretación de la Iglesia católica
la cita presenta a Jesús como el Mesías y Rey descendiente de David, cumpliendo profecías del Antiguo Testamento sobre su nacimiento en Belén, la aparición de una estrella, y la adoración de reyes de la tierra;  Jesús es también el Hijo de Dios, cumpliendo la obra de salvación que Israel no logró según el Antiguo Testamento. Los magos, no siendo judíos, simbolizan los primeros gentiles que responden a la llamada de salvación en Jesucristo. La Iglesia celebra este evento en la Epifanía, destacando la manifestación de Jesucristo a los no judíos, personificados por los magos.

Que todos los pueblos vengan a incorporarse a la familia de los patriarcas, y que los hijos de la promesa reciban la bendición de la descendencia de Abrahán (…). Que todas las naciones, en la persona de los tres Magos, adoren al Autor del universo, y que Dios sea conocido, no ya sólo en Judea, sino también en el mundo entero, para que por doquier sea grande su nombre en Israel 

El evangelio proporciona muy pocas cosas sobre la identidad de estos reyes o magos. Tradiciones posteriores concretaron su origen y número. Los datos más conocidos están en el evangelio apócrifo armenio, que indica que los magos eran tres, hermanos, originarios de Persia, llamados  Mlchor,  Gaspar y  Baltasar.
Vimos su estrella en Oriente. 
En relación con la identificación de la estrella en el relato de los magos, los intentos de considerarla como un cometa o una conjunción astral no han arrojado conclusiones definitivas. Según las creencias de la época, los nacimientos de figuras importantes estaban vinculados a eventos celestiales. La interpretación propuesta sugiere que Dios podría haber utilizado estas concepciones para guiar a los magos hacia Jesucristo.
Desde esta perspectiva, el pasaje indica que los magos inician su viaje basándose en la revelación divina a través de la naturaleza, representada por la estrella. Sin embargo, su búsqueda los lleva a consultar las Escrituras de Israel para encontrar al verdadero Dios. Esto destaca la idea de que, aunque la creación revela la grandeza de Dios, la comprensión plena se encuentra en la revelación escrita, guiando a los magos hacia Jesucristo como el verdadero objeto de adoración.

«Nace Cristo Dios, hecho hombre mediante la incorporación de una carne dotada de alma inteligente; el mismo que había otorgado a las cosas proceder de la nada. Mientras tanto, brilla en lo alto la estrella del Oriente y conduce a los Magos al lugar en que yace la Palabra encarnada; con lo que muestra que hay en la Ley y los Profetas una palabra místicamente superior, que dirige a las gentes a la suprema luz del conocimiento. Así pues, la palabra de la Ley y de los Profetas, entendida alegóricamente, conduce, como una estrella, al pleno conocimiento de Dios a aquellos que fueron llamados por la fuerza de la gracia, de acuerdo con el designio divino» 

. 
Los regalos presentados por los magos a Jesús, según la interpretación, tienen significados específicos:
- Oro: Representa la realeza de Jesús. Este regalo simboliza la riqueza y el estatus real, reconociendo a Jesucristo como el Rey.
- Incienso: Indica la divinidad de Jesús. El incienso, utilizado en prácticas religiosas, sugiere que los magos reconocieron a Jesús como un ser divino digno de adoración.
- Mirra: Simboliza la humanidad de Jesús. La mirra, asociada comúnmente con la preparación de cuerpos, sugiere la comprensión de los magos sobre la humanidad de Jesucristo y, de manera profética, su futura muerte.

En resumen, los magos, al ofrecer estos regalos, hacen una declaración simbólica sobre la identidad de Jesús como Rey, Dios y Hombre. Cada regalo destaca un aspecto específico de su naturaleza única y espiritual.

## Iconografía

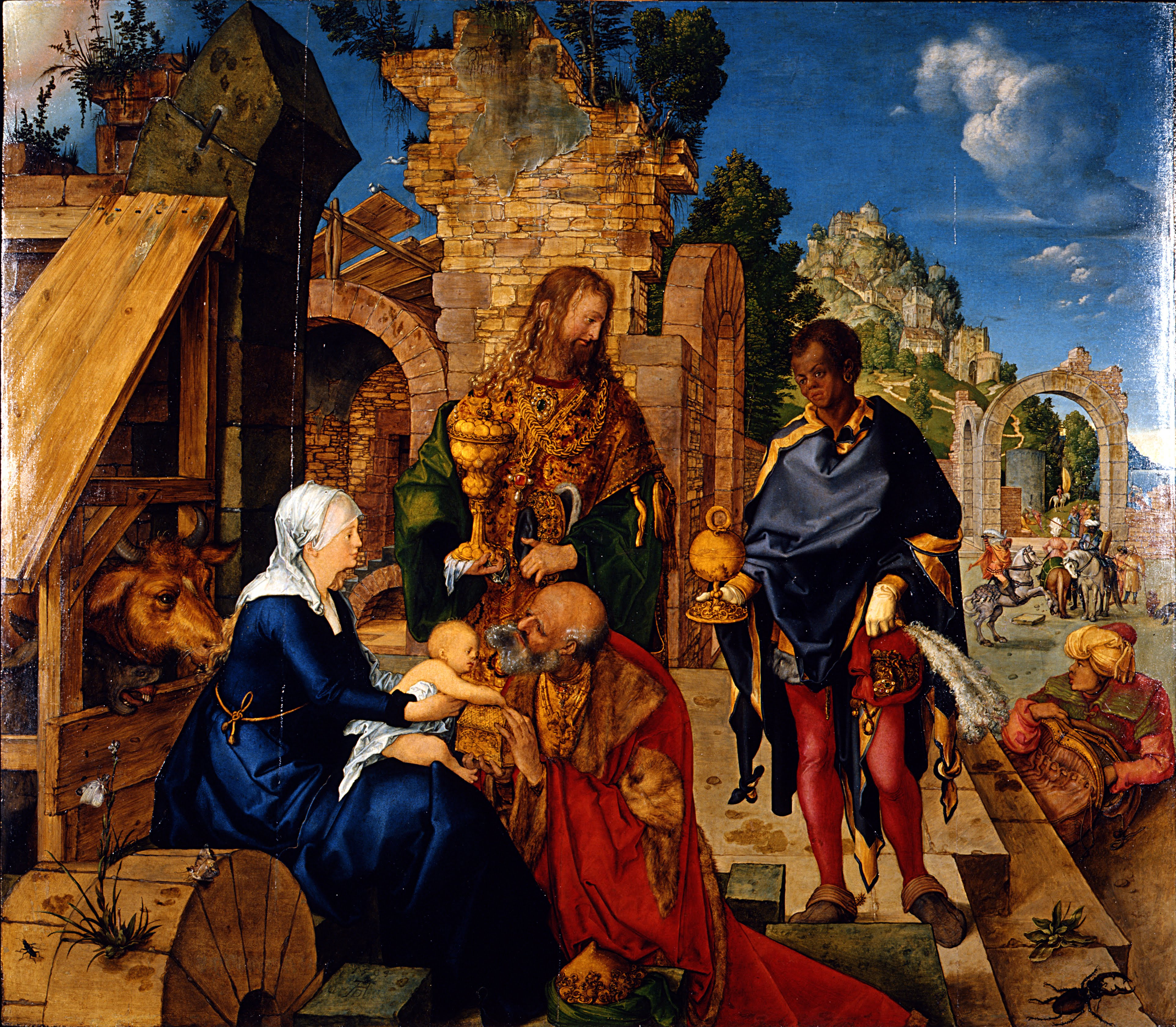
La Adoración de los Reyes Magos, en un cuadro de Durero.

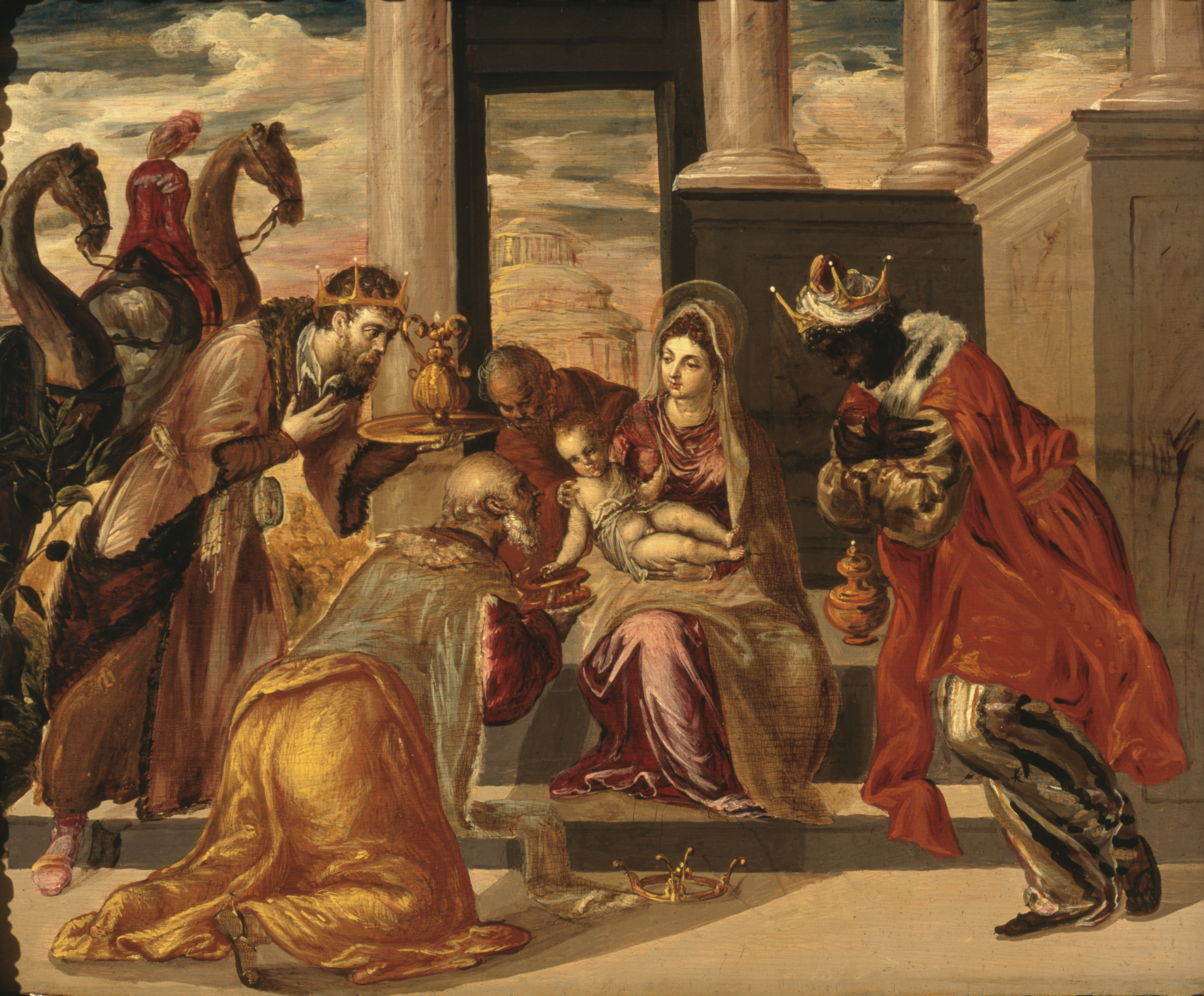
La escena plasmada por El Greco.

La escena de la adoración en Belén es una de las más antiguas en el mundo artístico. En ocasiones viene a tomar parte del episodio de la Navidad. El pasaje de la adoración ya se representaba en las catacumbas romanas donde puede verse a María en el extremo de la obra y a los tres magos llevando sus regalos sobre bandejas muy simples. El antecedente de esta representación está en las obras de la Roma Antigua en que las personas del pueblo sometido llevan presentes al romano vencedor durante la ceremonia conocida como triunfo.
En las primeras representaciones, los Magos aparecen vestidos con pantalones persas y gorro frigio, normalmente de perfil, avanzando al paso con sus regalos extendidos ante ellos.  Estas imágenes adaptan las poses de los bárbaros que se someten a un emperador y presentan coronas de oro de la Antigüedad tardía y, de hecho, se relacionan con imágenes de portadores de tributos de varias culturas mediterráneas y del Próximo Oriente antiguo que se remontan a muchos siglos atrás.  Las más antiguas proceden de pinturas de catacumbas y relieves de sarcófagos del siglo IV.  Las coronas se ven por primera vez en el siglo X, sobre todo en Occidente, donde su indumentaria había perdido para entonces todo sabor oriental en la mayoría de los casos.
La representación bizantina estándar de la Natividad incluía el viaje o la llegada de los Magos montados en el fondo, pero no a ellos presentando sus regalos, hasta el período post-bizantino, cuando la representación occidental se adaptó a menudo a un estilo de icono.  Las imágenes bizantinas posteriores muestran a menudo pequeños sombreros en forma de pastillero, cuyo significado se discute.
En el siglo V cambia la disposición de la escena situando a María en el centro entre los Magos y añadiendo la comparsa de los camellos. Más tarde en época bizantina aparece en la escena un ángel que lleva una estrella y uno de los Magos hace una genuflexión. En Occidente y durante la Edad Media se suele vestir a los Magos con manto real y con corona. Sus regalos van en recipientes lujosos que se suponen hechos de metales preciosos. En el siglo XIII es frecuente un modelo en el que el primer rey se arrodilla y el segundo mira al tercero para mostrarle la estrella.

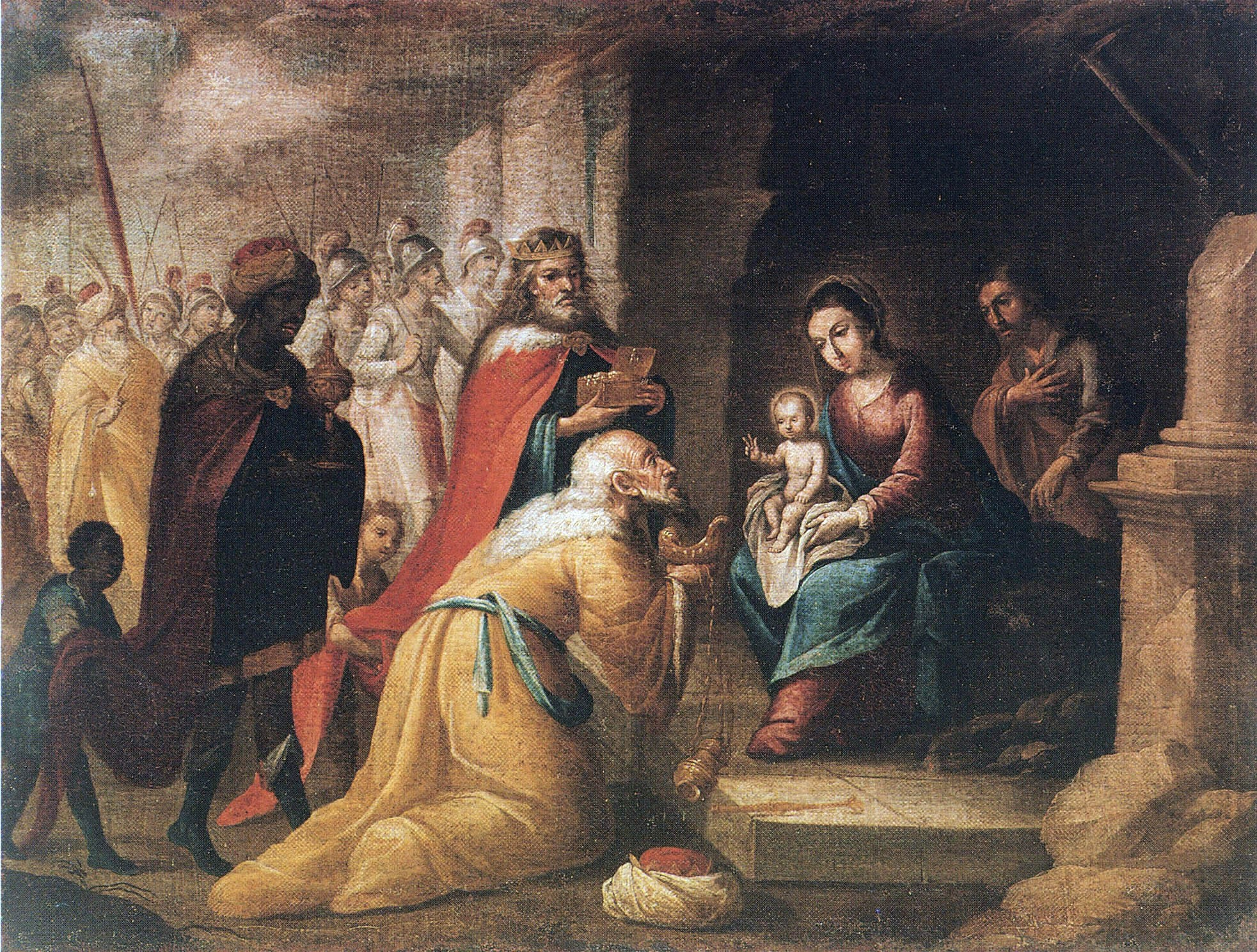
La adoración de los Magos - Anónimo

Hasta esta época, los Reyes Magos suelen tener la misma edad, pero luego se introduce la idea de representar las tres edades del hombre: un ejemplo especialmente bello se véase en la fachada de la catedral de Orvieto.  Ocasionalmente a partir del siglo XII, y muy a menudo en el norte de Europa a partir del XV, los Reyes Magos también se hacen representar las tres partes conocidas del mundo: A Baltasar se le suele representar como un joven africano o moro, y al viejo Caspar se le dan rasgos o, más a menudo, vestimenta orientales.  Melchor representa a Europa y la Edad Media. Las primeras pinturas renacentistas de este tema, como las de Fra Angelico y Fra Lippi, hacen hincapié en la pompa y el boato de la escena.
A partir del siglo XIV, a menudo se muestran grandes comitivas, los regalos están contenidos en espectaculares piezas de orfebrería y se presta cada vez más atención a la indumentaria de los Reyes Magos.  En el siglo XV, la Adoración de los Magos es a menudo una obra de bravura en la que el artista puede mostrar su manejo de escenas complejas y abarrotadas en las que intervienen caballos y camellos, pero también su representación de texturas variadas: la seda, las pieles, las joyas y el oro de los Reyes contrapuestos a la madera del establo, la paja del pesebre de Jesús y las ropas ásperas de José y los pastores.
El tema fue especialmente popular entre los artistas del Manierismo de Amberes de 1500 a 1530.  Estos artistas, en su mayoría anónimos, vivieron en la Edad de Oro de Amberes, ya que tomó el relevo de Brujas como principal ciudad comercial de los Países Bajos, captando una enorme proporción de la explosión del comercio internacional que siguió al desarrollo por parte de los portugueses de la ruta marítima desde Asia.  Los Reyes Magos eran considerados los santos patronos de los mercaderes ambulantes y del comercio internacional en general, y un gran número de sus mecenas procedían sin duda de las diversas comunidades comerciales internacionales de distintos países residentes en Amberes.
La escena va enriqueciéndose con otros detalles y a partir del siglo XVI pasa del puro simbolismo a lo anecdótico y atractivo.

## Autores y obras más significativos
- Giotto: uno de los frescos de la Cappella degli Scrovegni (Padua).
- Fra Angelico: uno de los frescos del Convento de San Marcos de Florencia.
- Benozzo Gozzoli: la Cappella dei Magi del Palazzo Medici-Riccardi (Florencia).
- Botticelli: Adoración de los Magos.
- El Bosco: Adoración de los Magos.
- El Greco, conservada en el Museo Soumaya de México. Data de 1568.
- Gillis Congnet: Epifanía de un retablo originalmente en la capilla del Señorío de Somalo y actualmente en la Concatedral de Santa María de la Redonda (Logroño). Datada en 1584.
- Velázquez: Adoración de los Magos
- Rubens: La Adoración de los Magos
- Andrea della Robbia : Adoración de los Magos (Andrea della Robbia)

## Galería

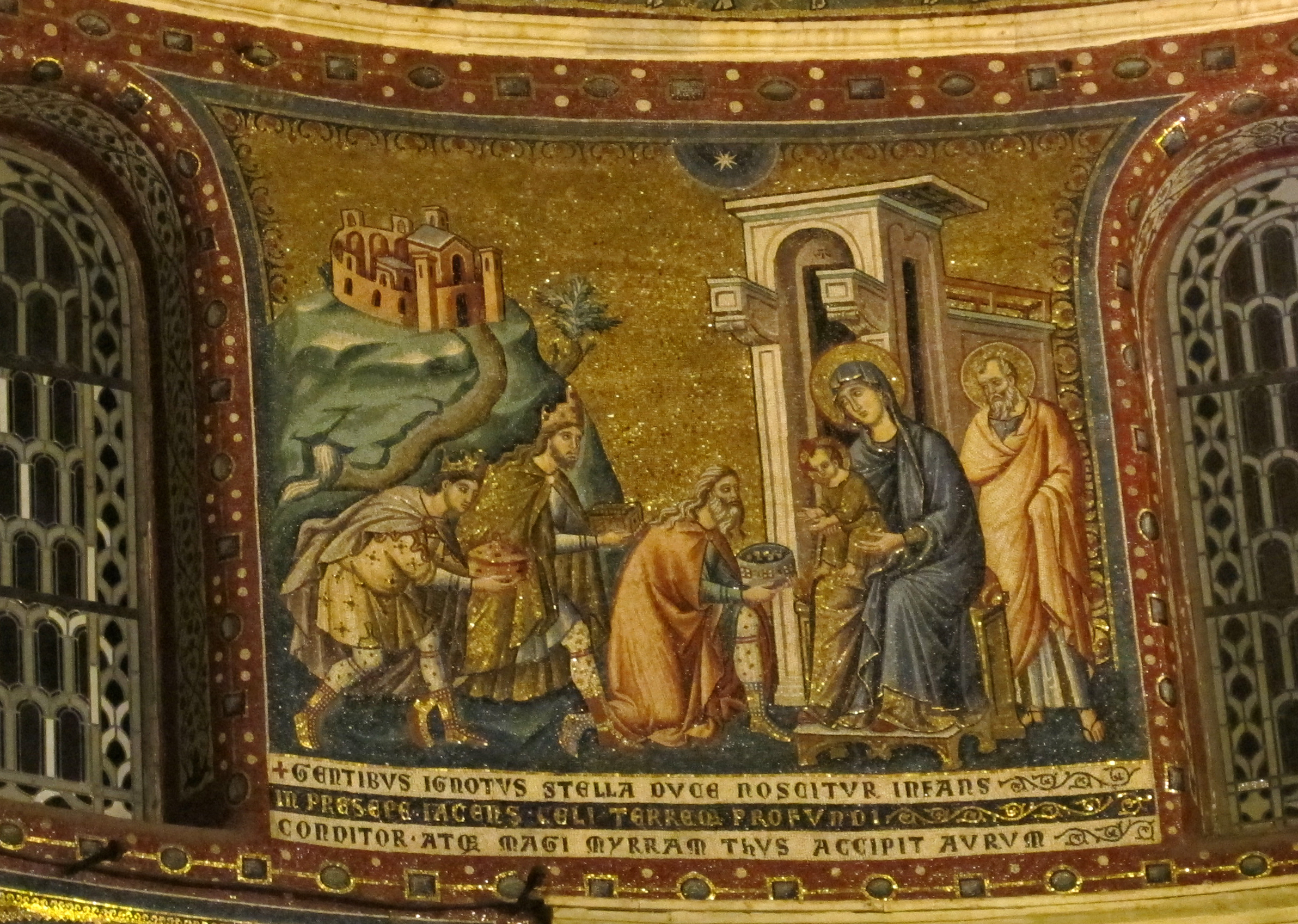
Mosaico, Santa Maria in Trastevere, Rome, by Pietro Cavallini, siglo XIII
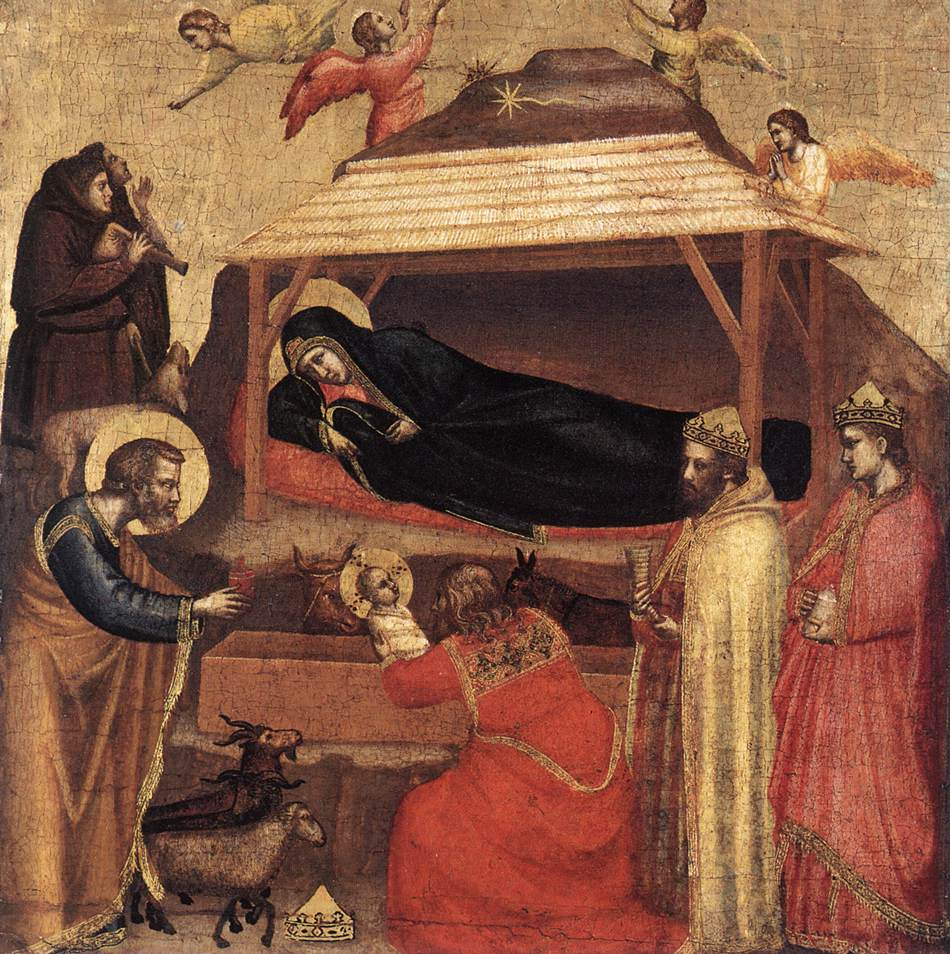
Giotto di Bondone, 1320–1325
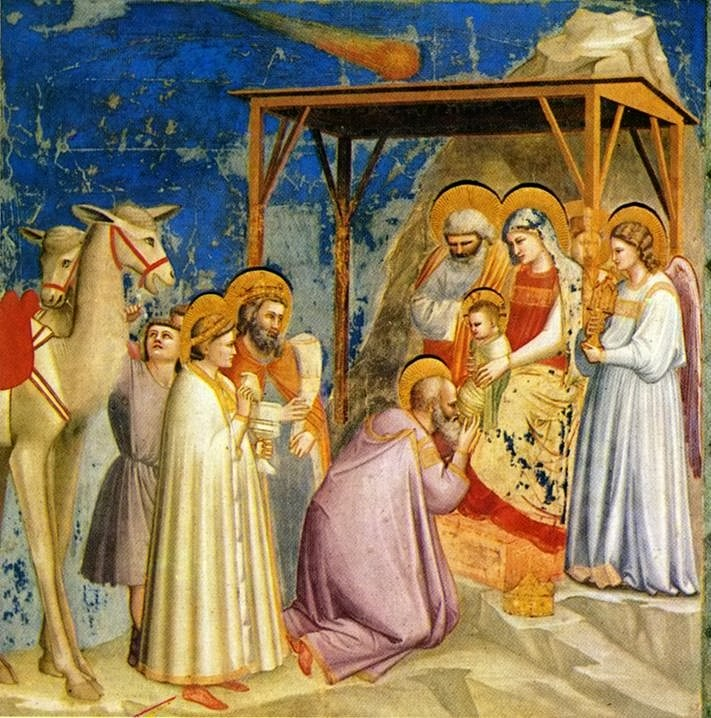
Giotto, Capilla de los Scrovegni
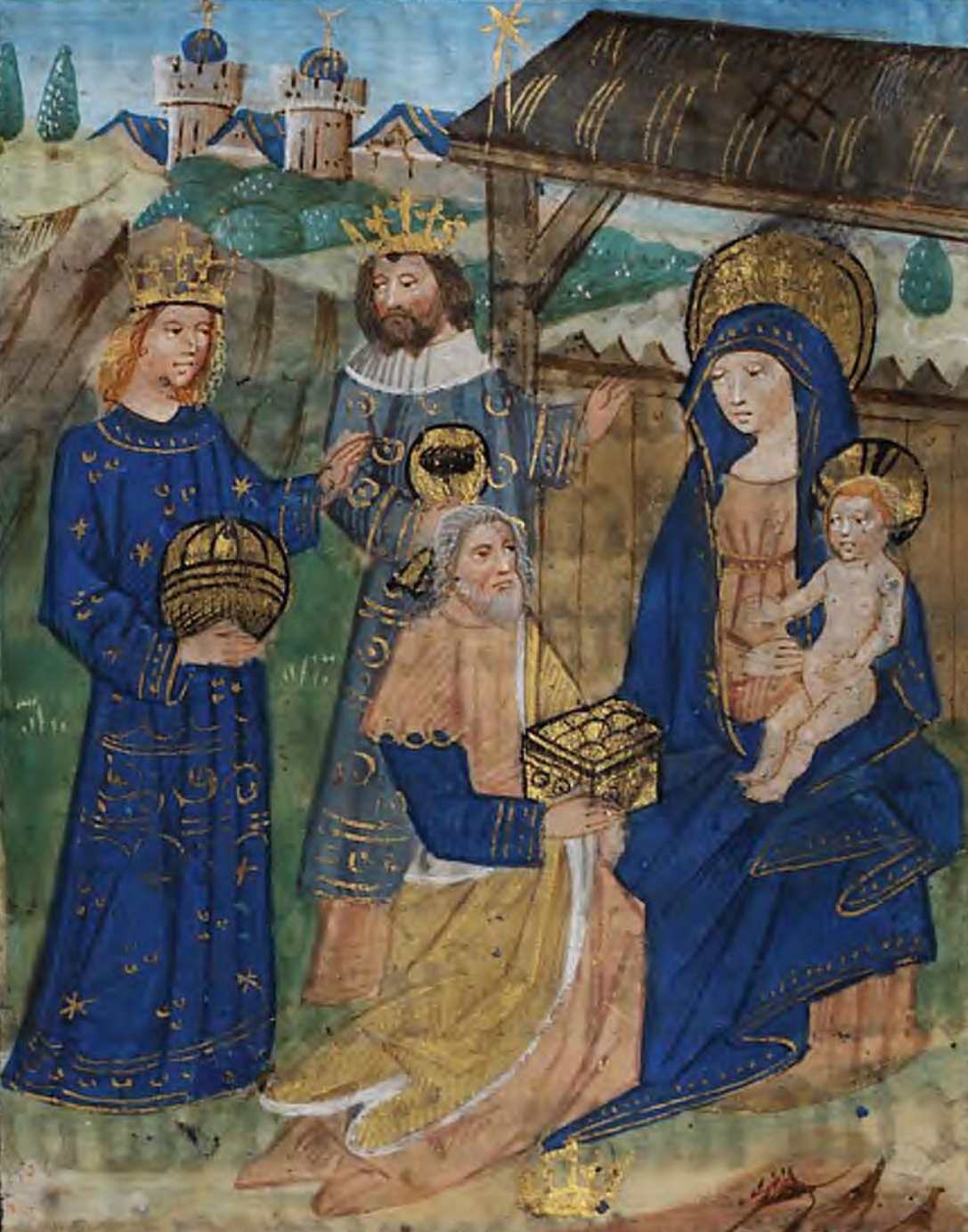
Libro de horas medieval escrito para la familia Grey de Ruthin, hacia 1390.
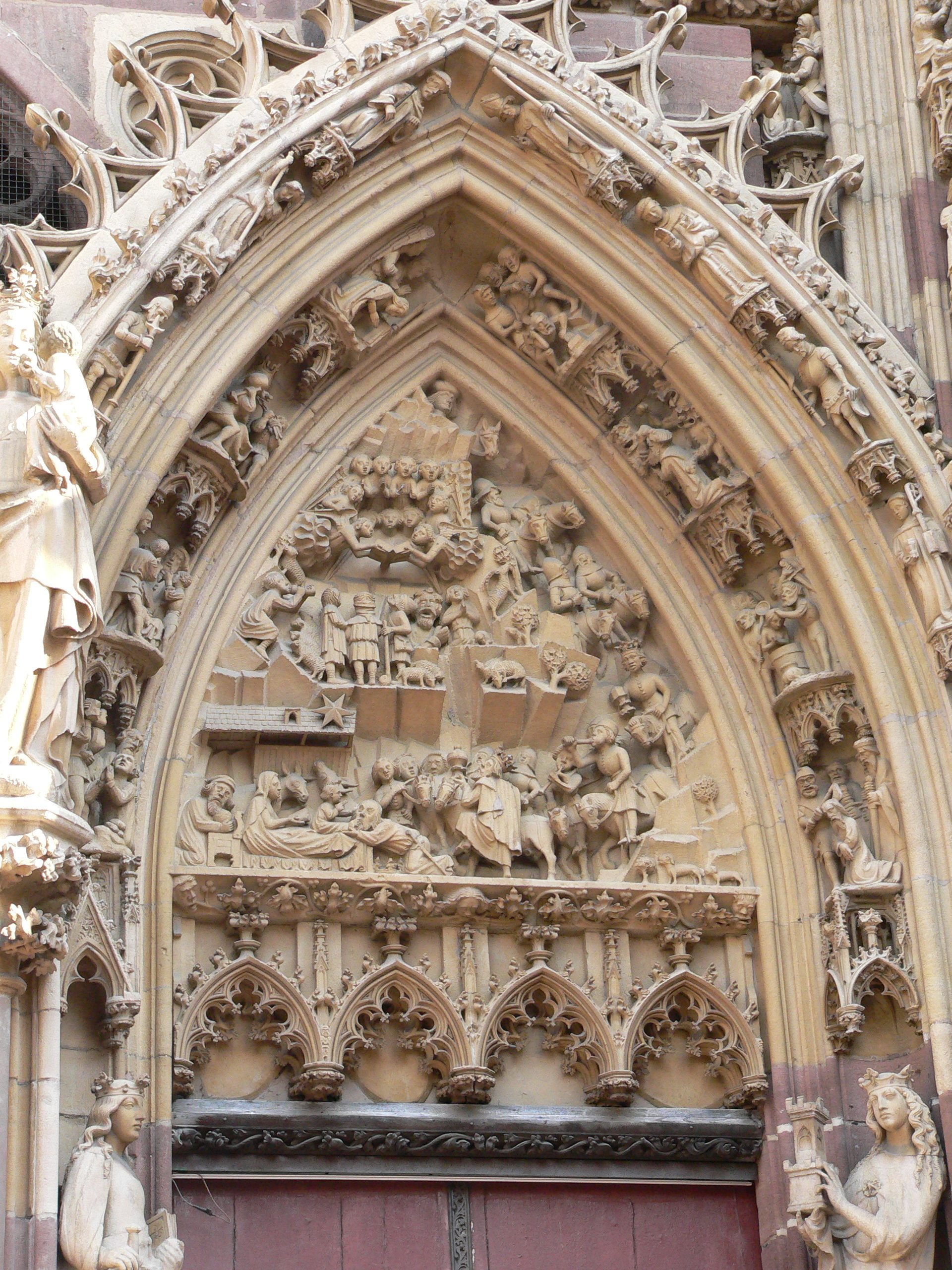
Saint-Thiébaut Church, Thann, circa 1400
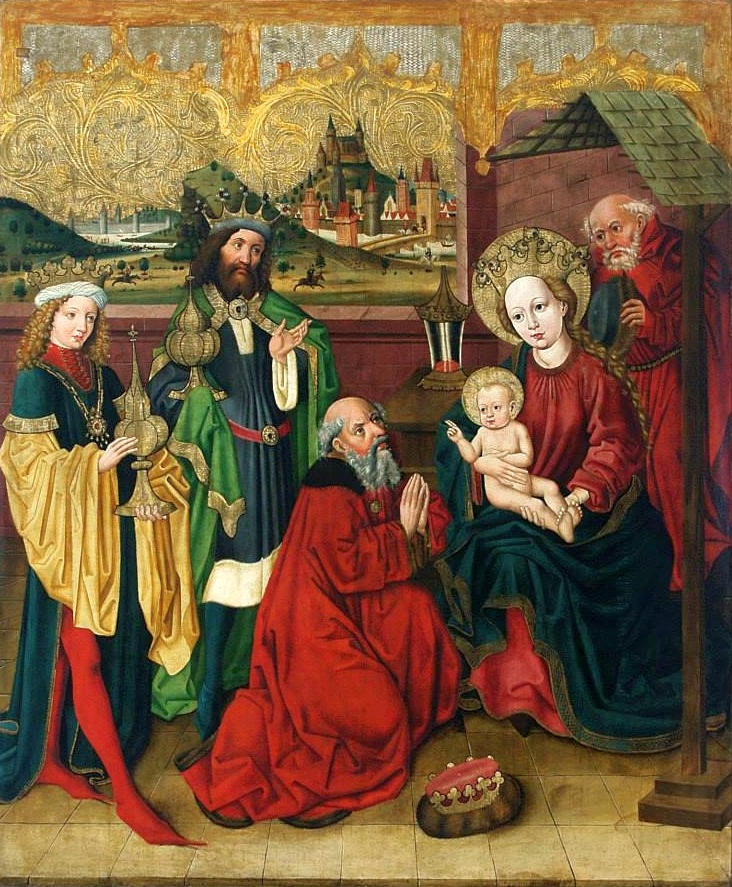
Nikolaus Obilman (1435–1488), c. 1466
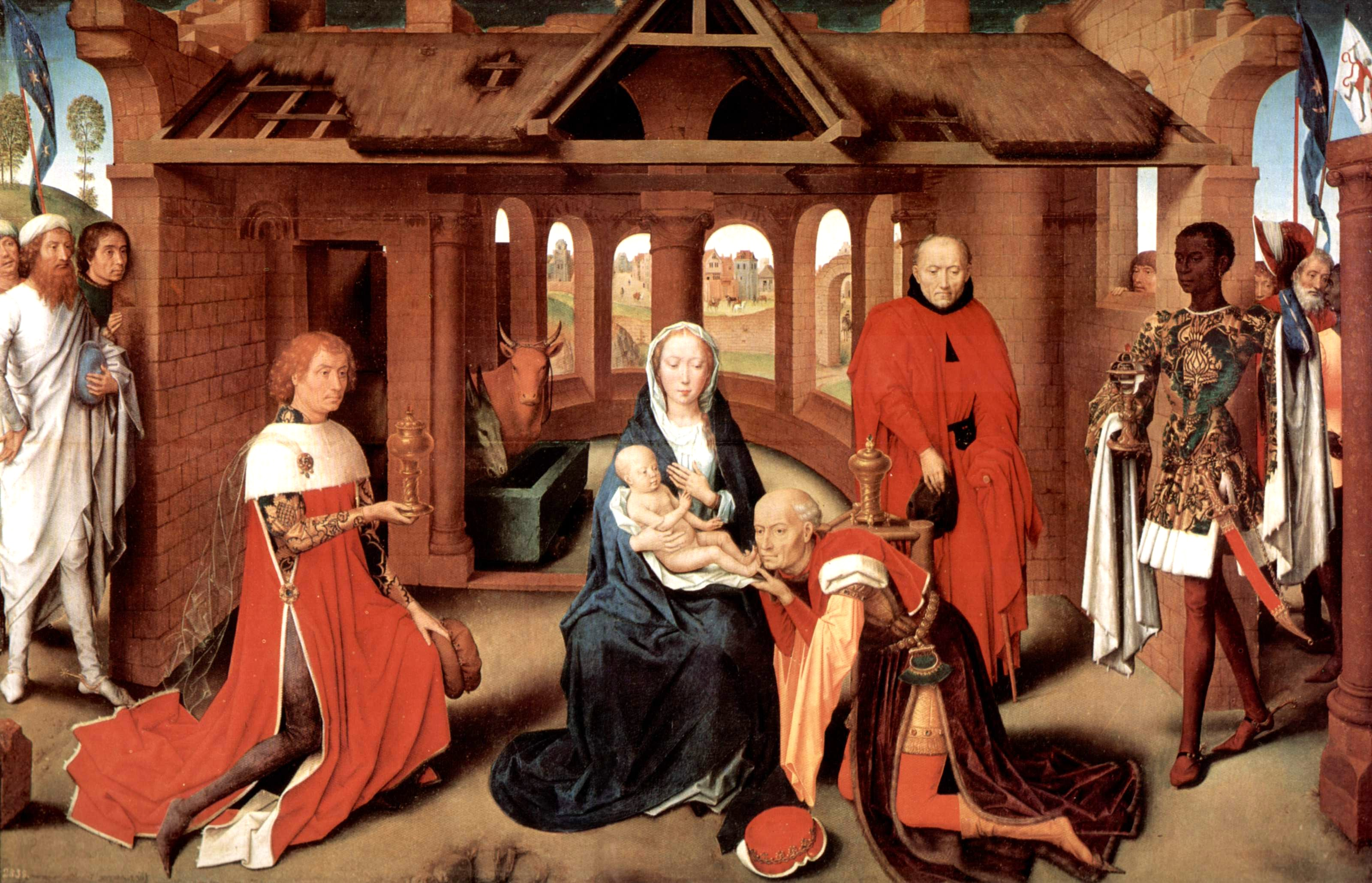
Hans Memling, 1470
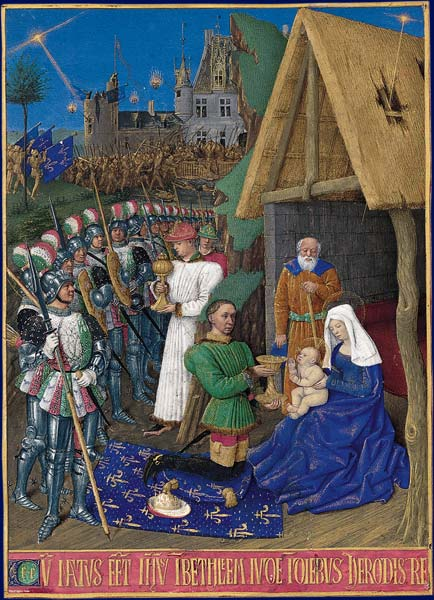
Jean Fouquet; uno de los reyes magos es el rey Carlos VII de Francia
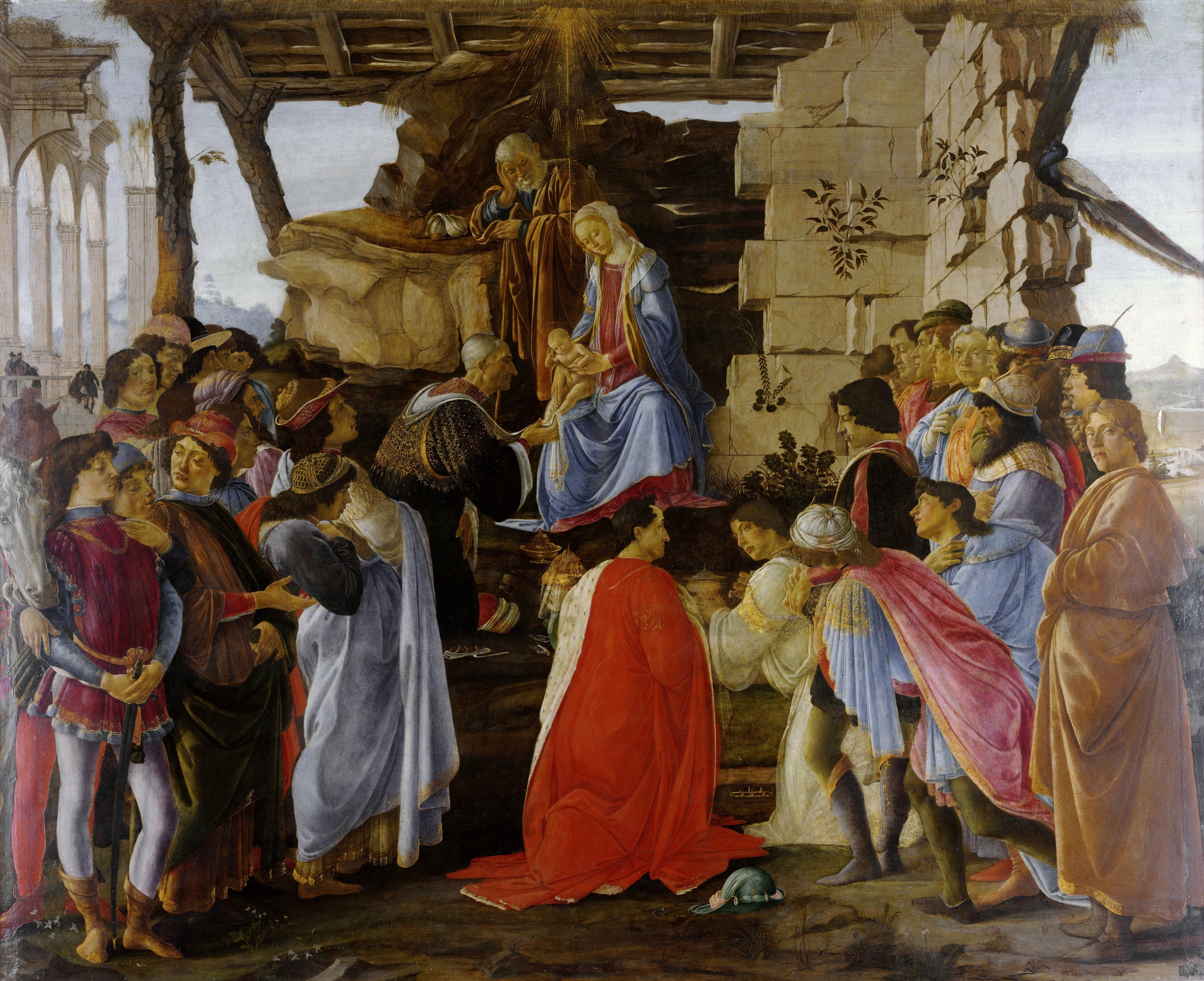
Botticelli, 1475
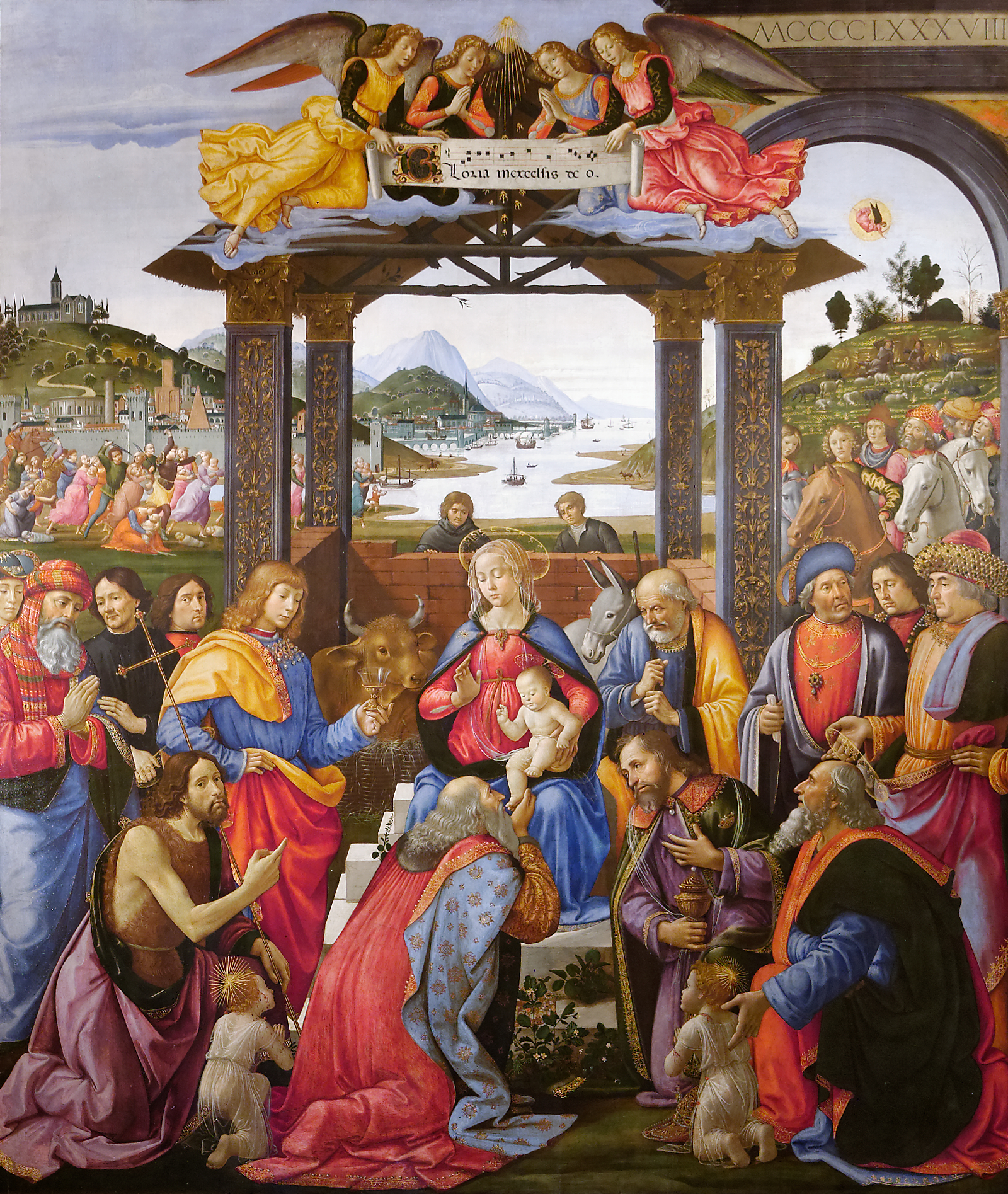
Domenico Ghirlandaio, 1485-88
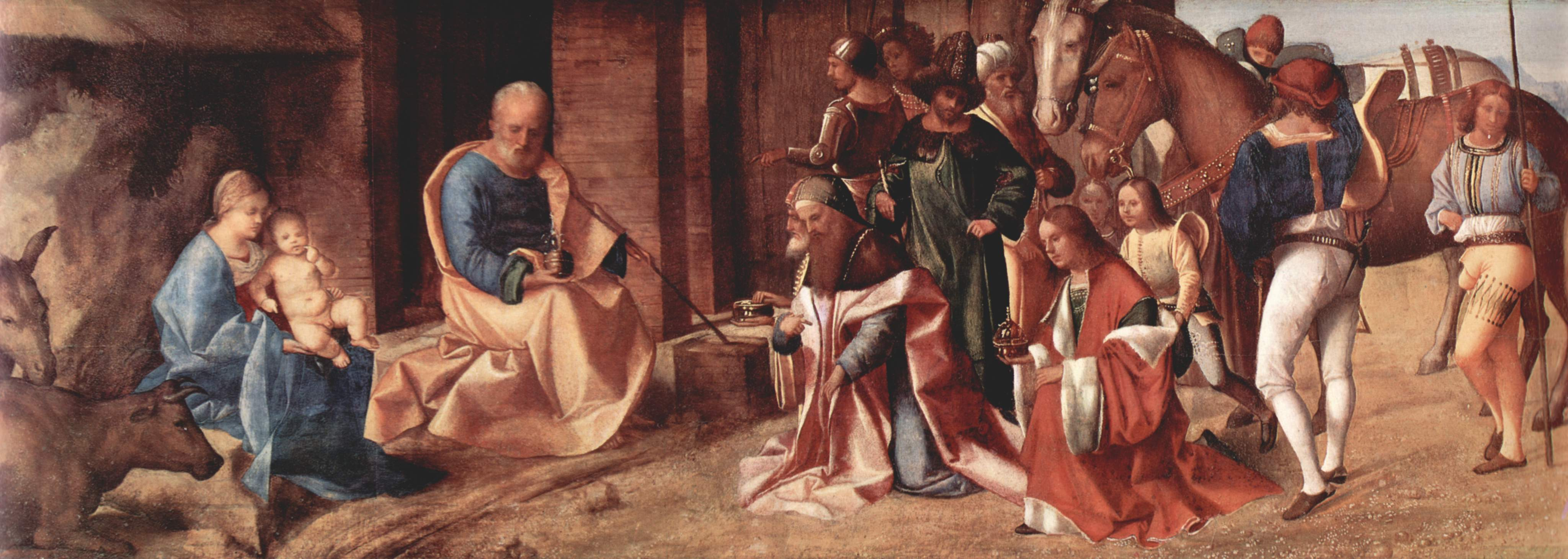
Giorgione, c. 1505
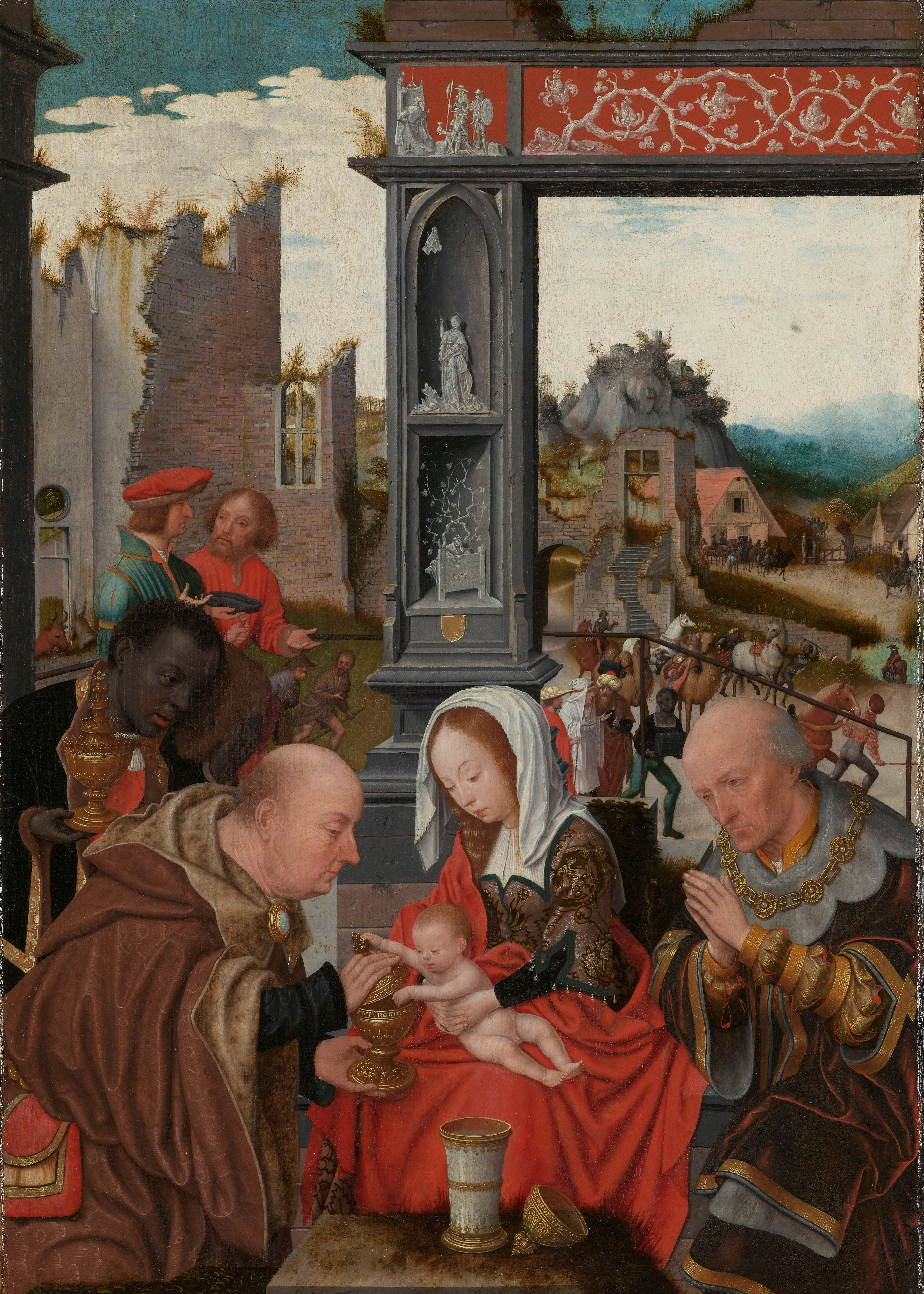
Adoration, Jan Mostaert, 1520s
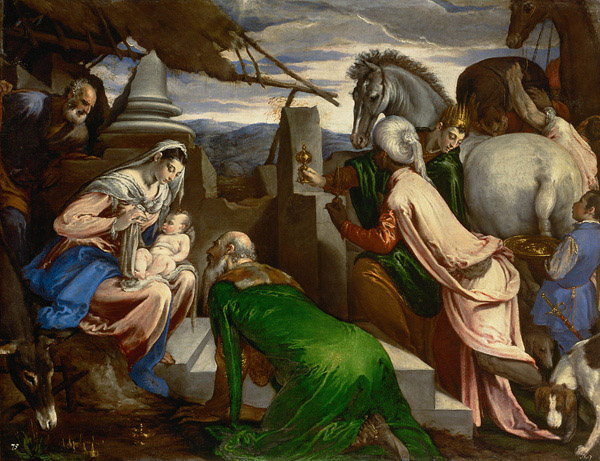
Jacopo Bassano, 1563–1564
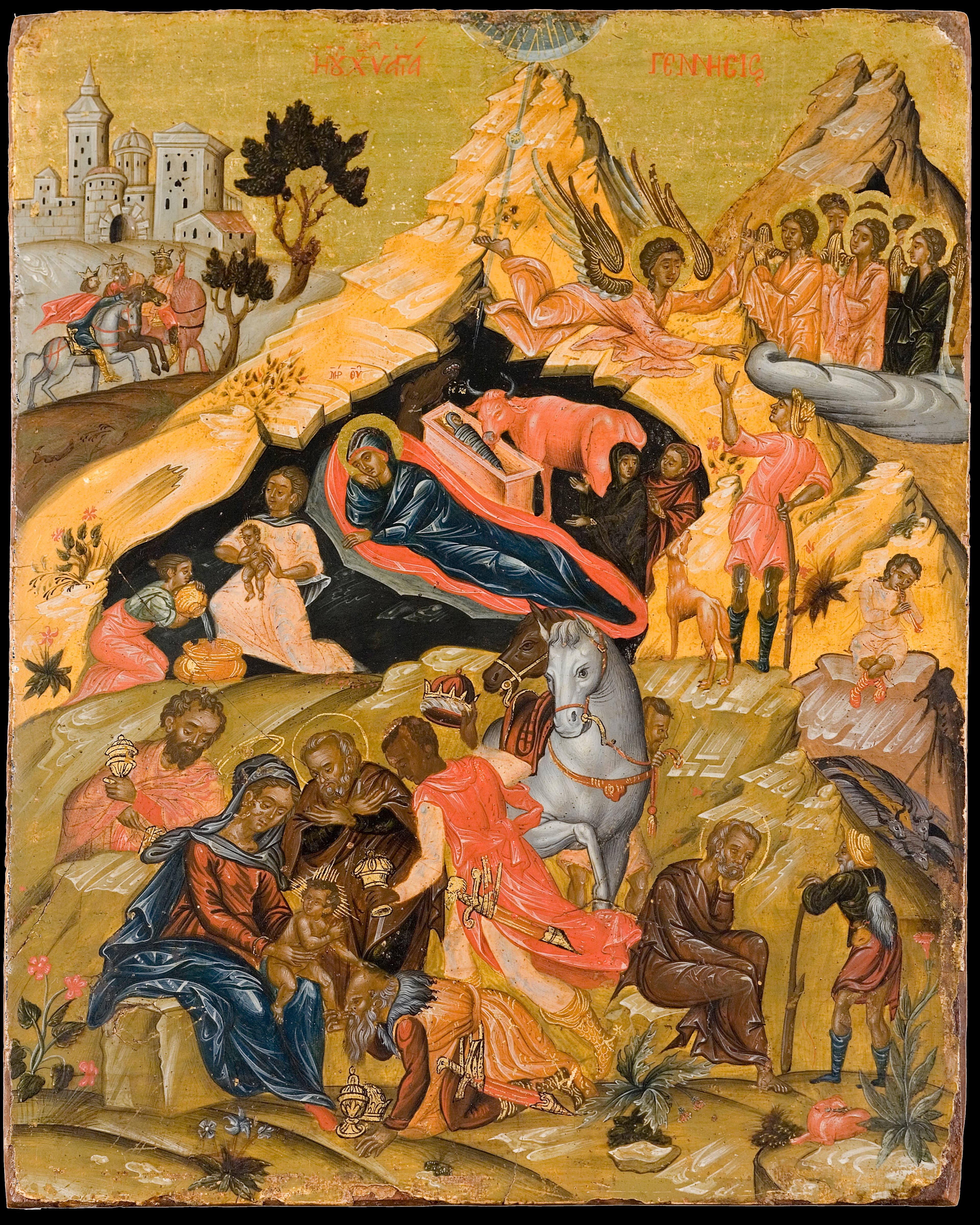
Icon, Cretan School, early 17th century
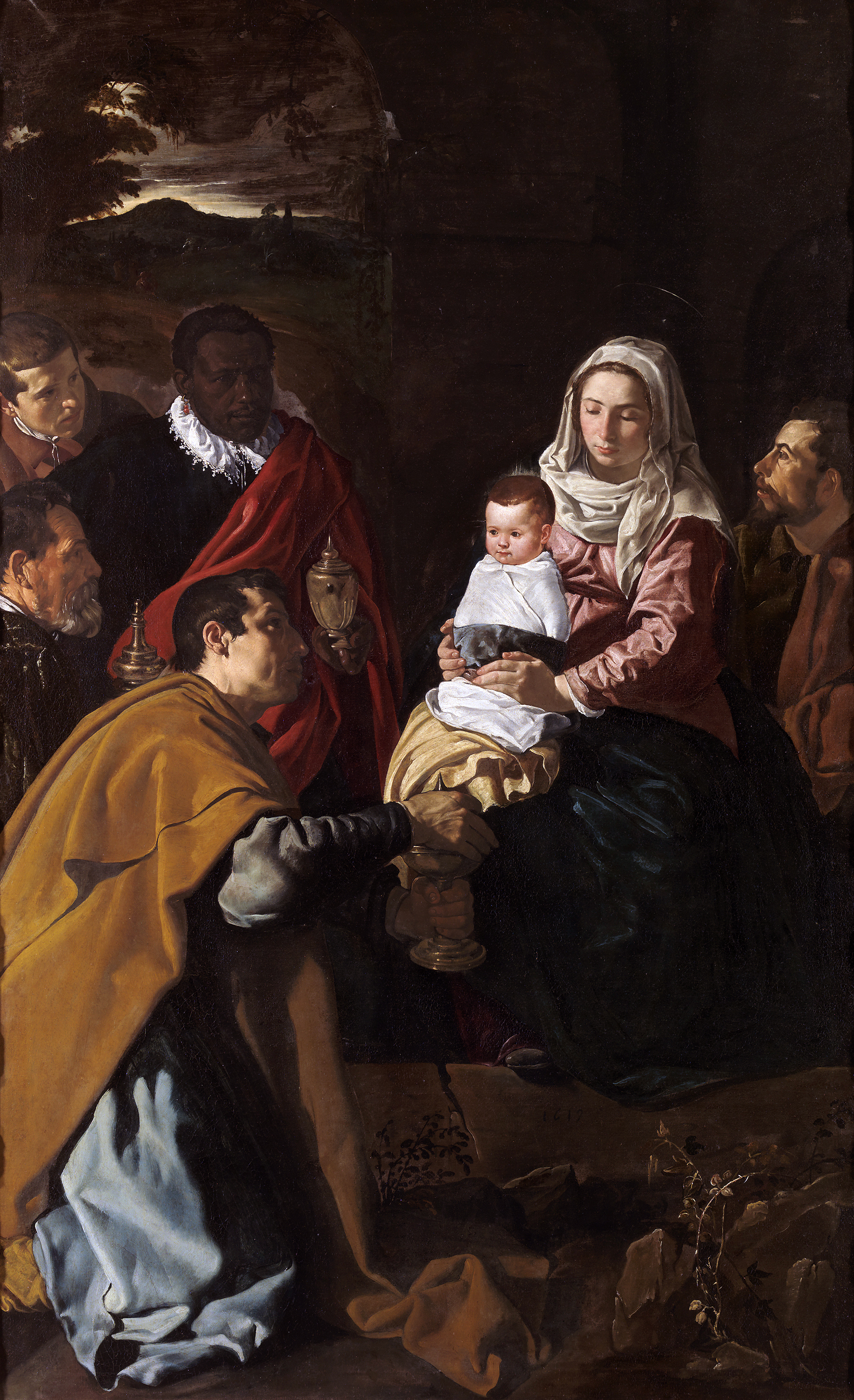
Diego Velázquez, 1619
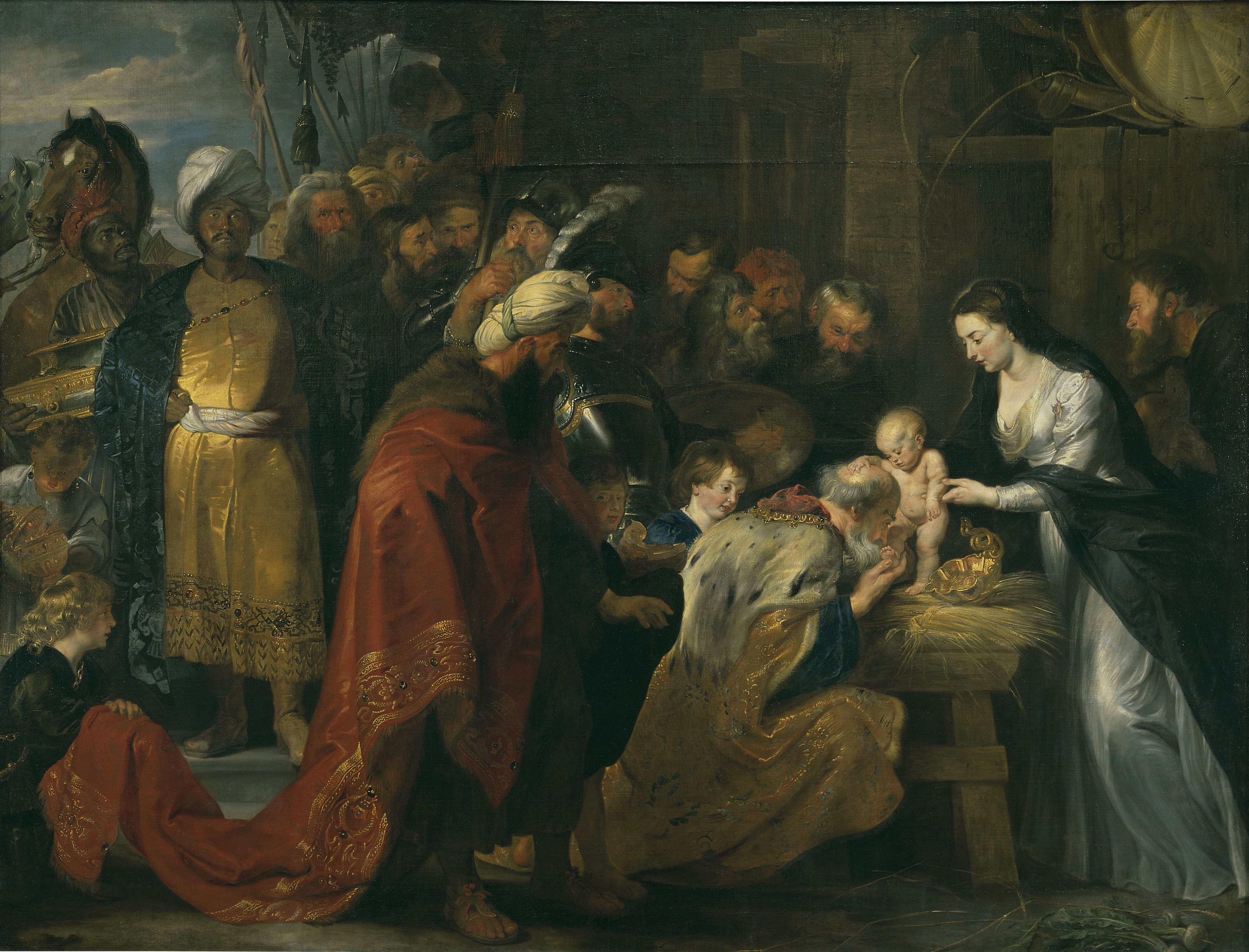
Rubens, Lyon, c. 1617–1618
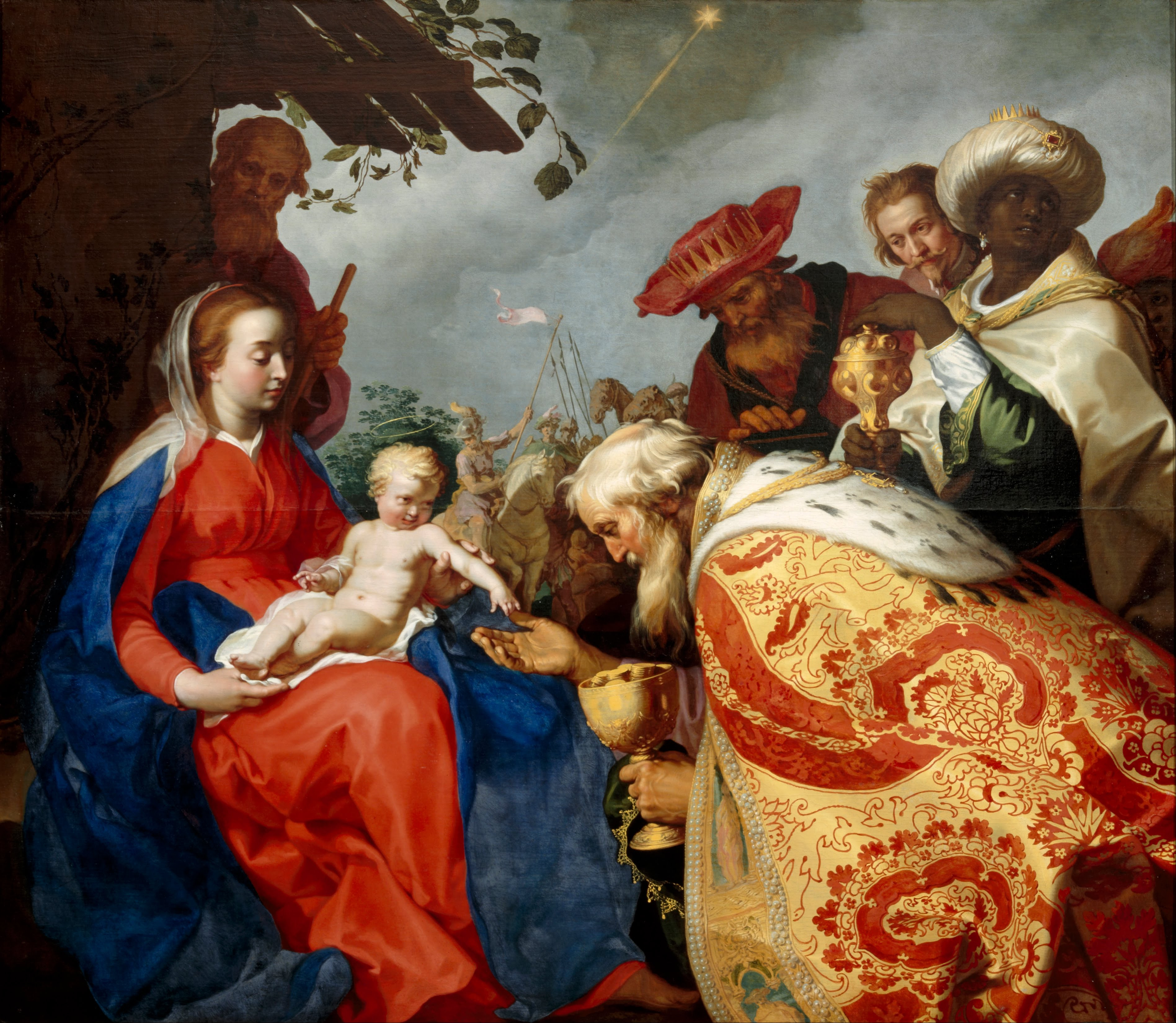
Abraham Bloemaert, 1624
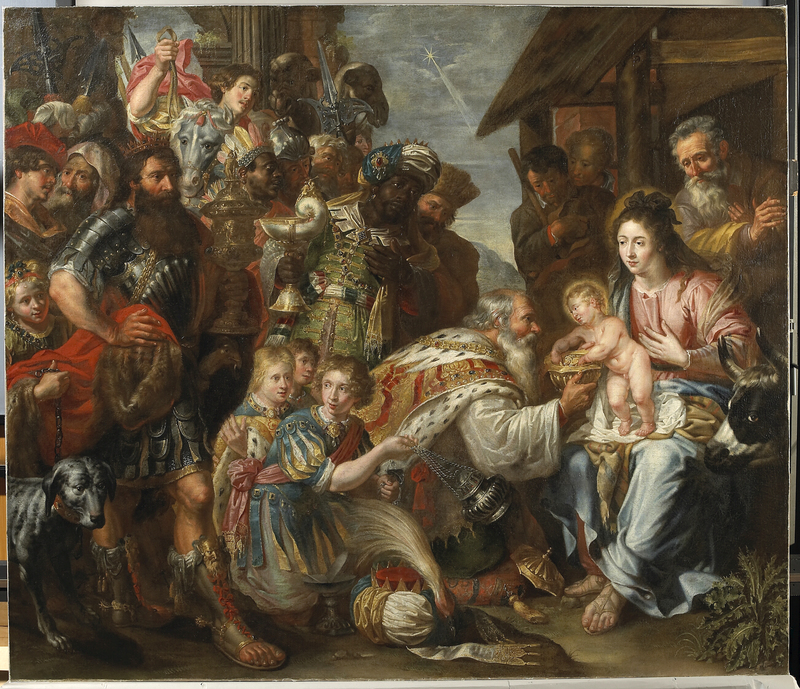
Pieter van Lint, 1630
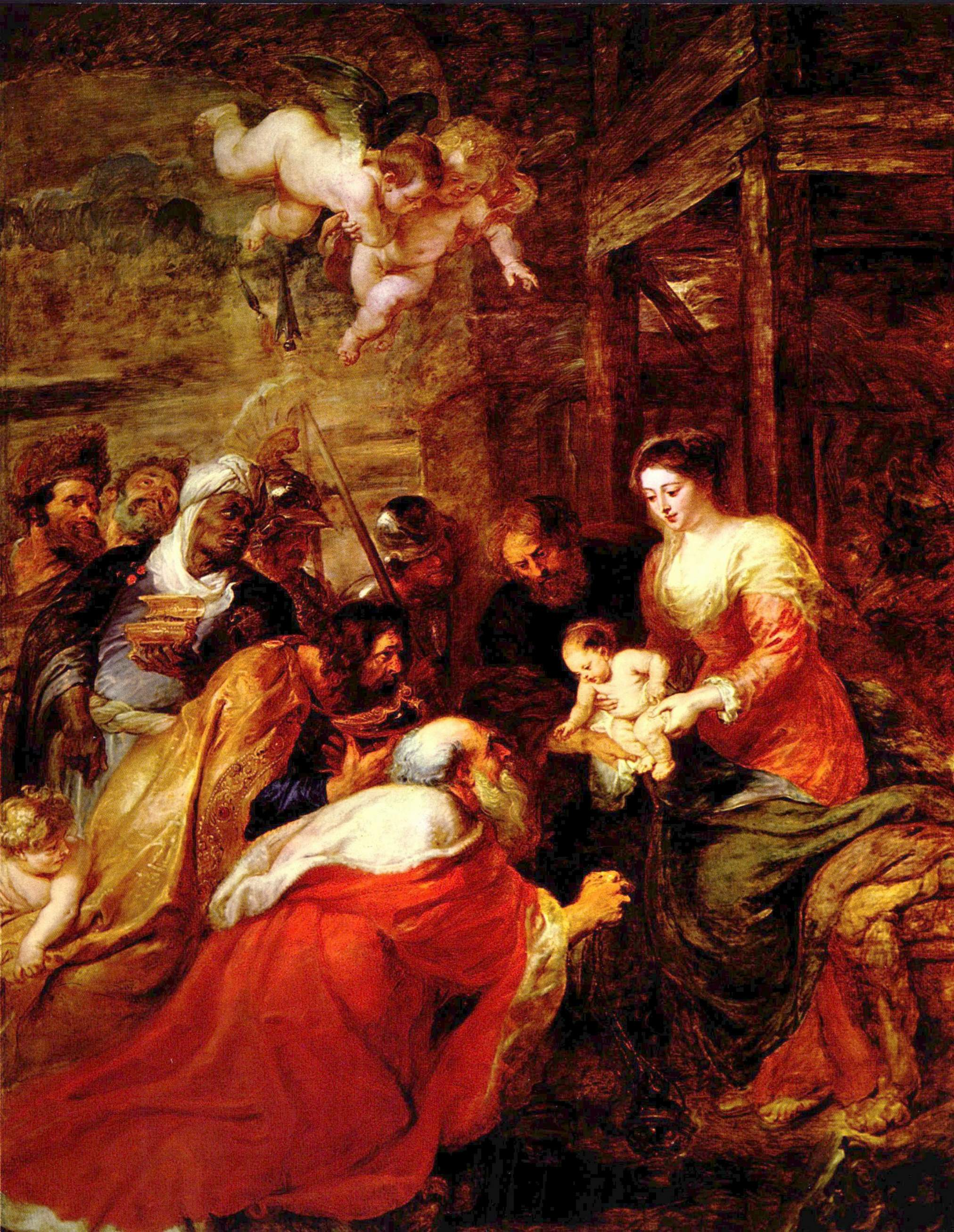
Rubens, Cambridge, 1634
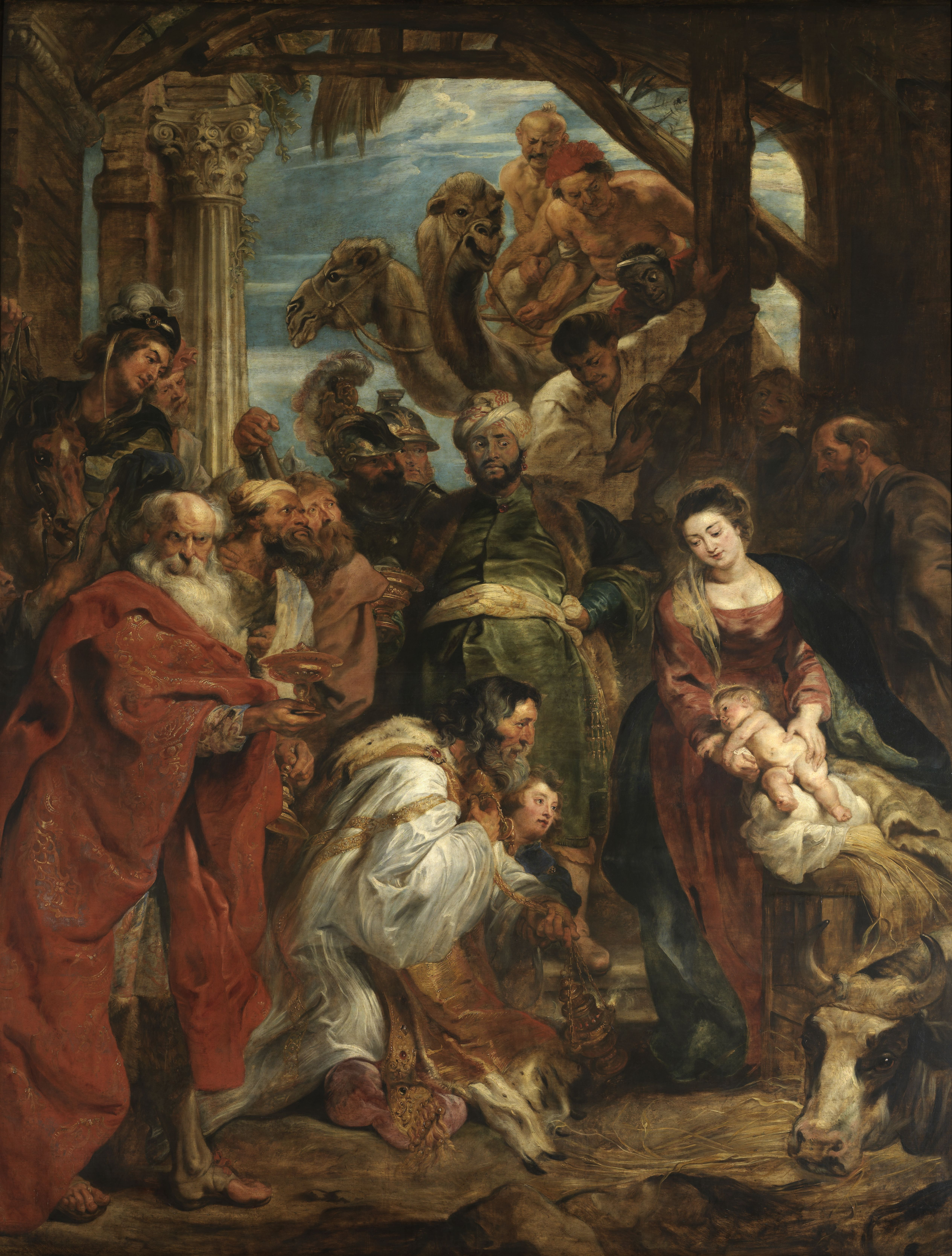
Rubens, 1624, in Royal Museum of Fine Arts Antwerp
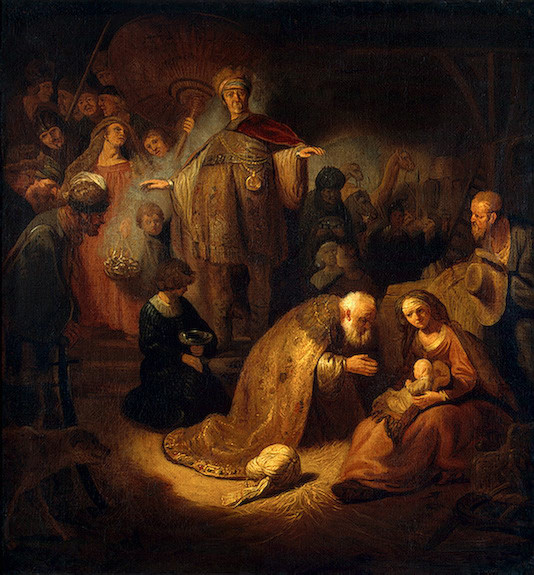
Rembrandt, 1632
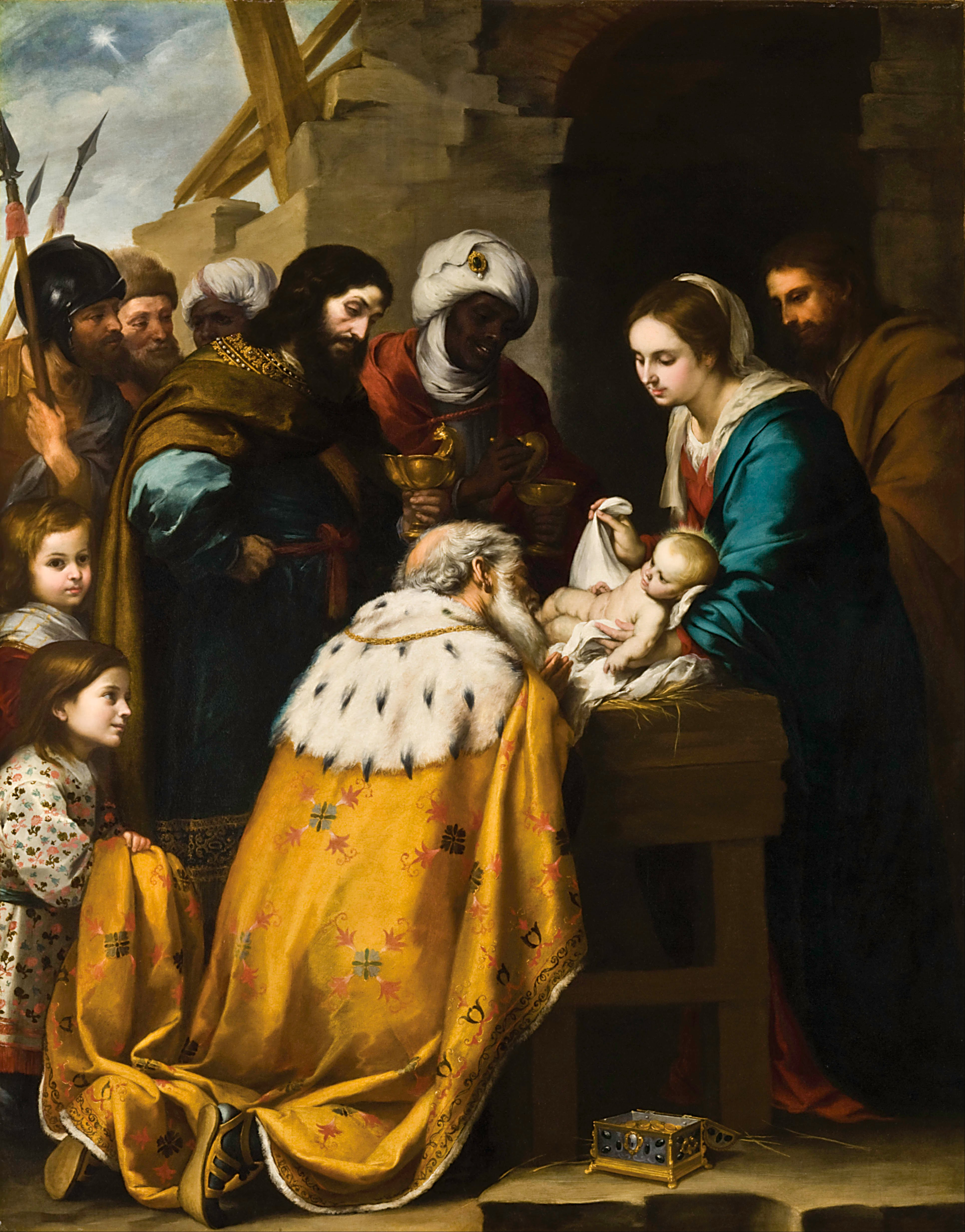
Bartolomé Esteban Murillo, 1655–1660
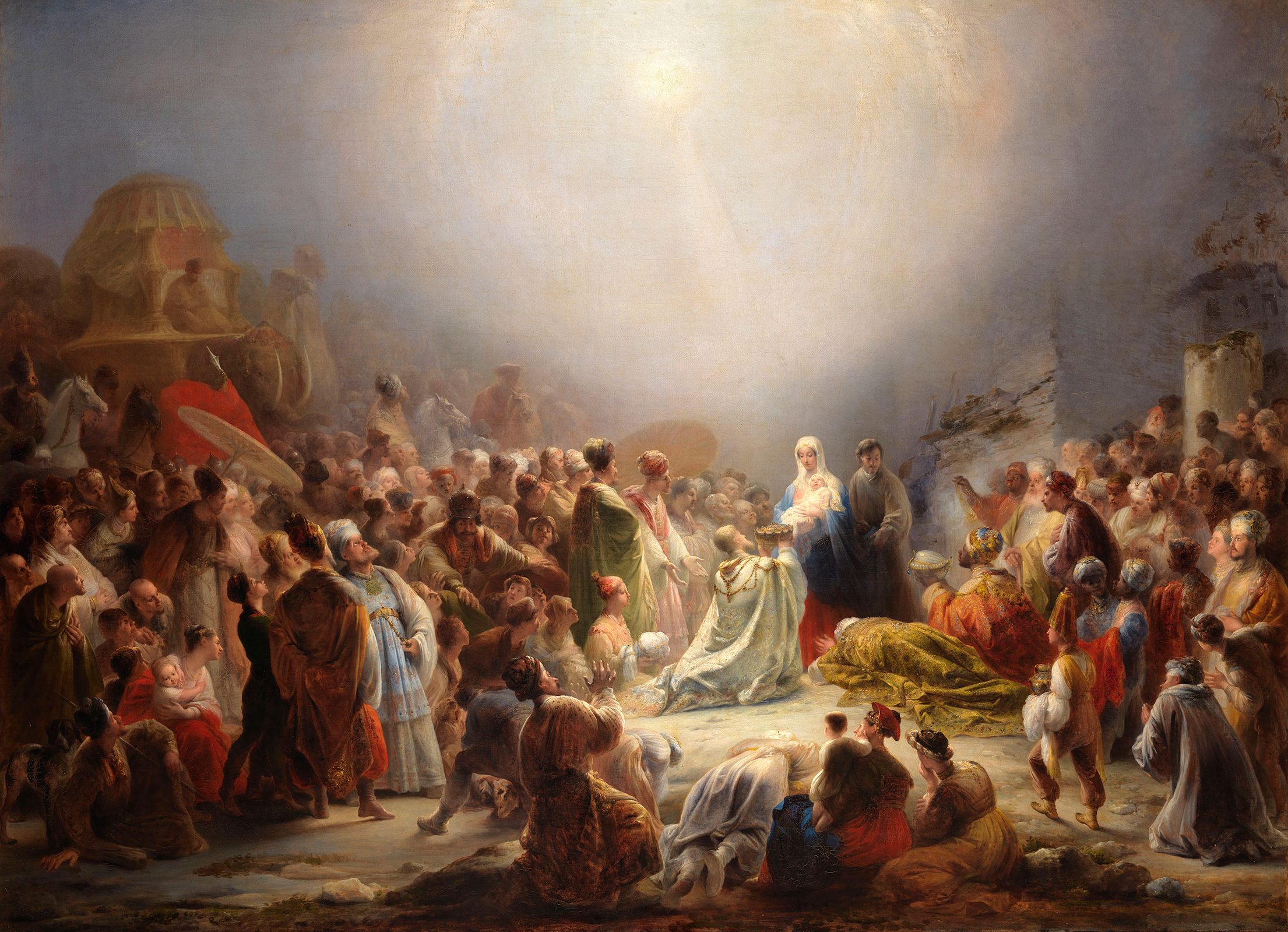
Domingos Sequeira, 1828
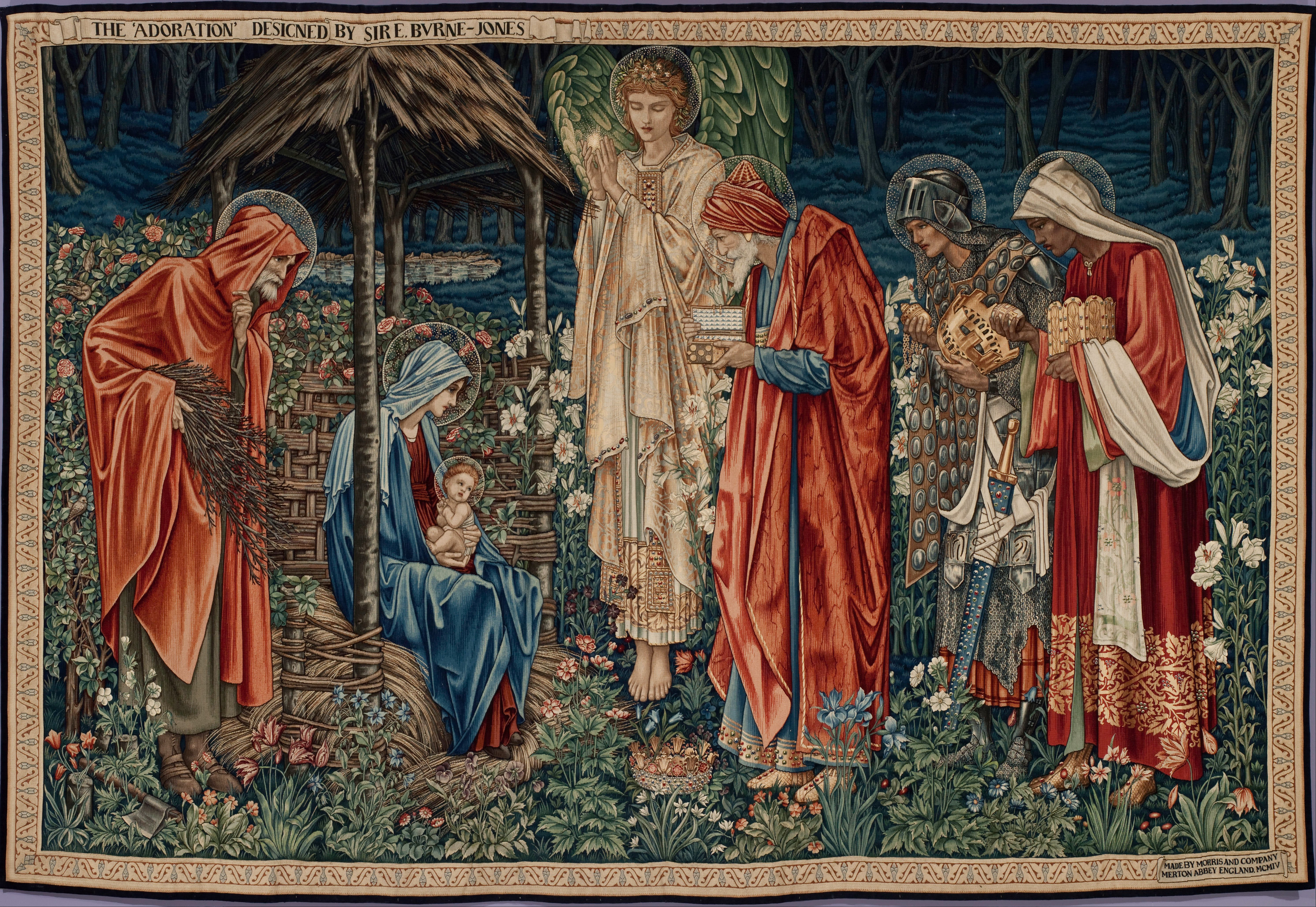
Tapestry, Edward Burne-Jones, Musée d'Orsay, 1887
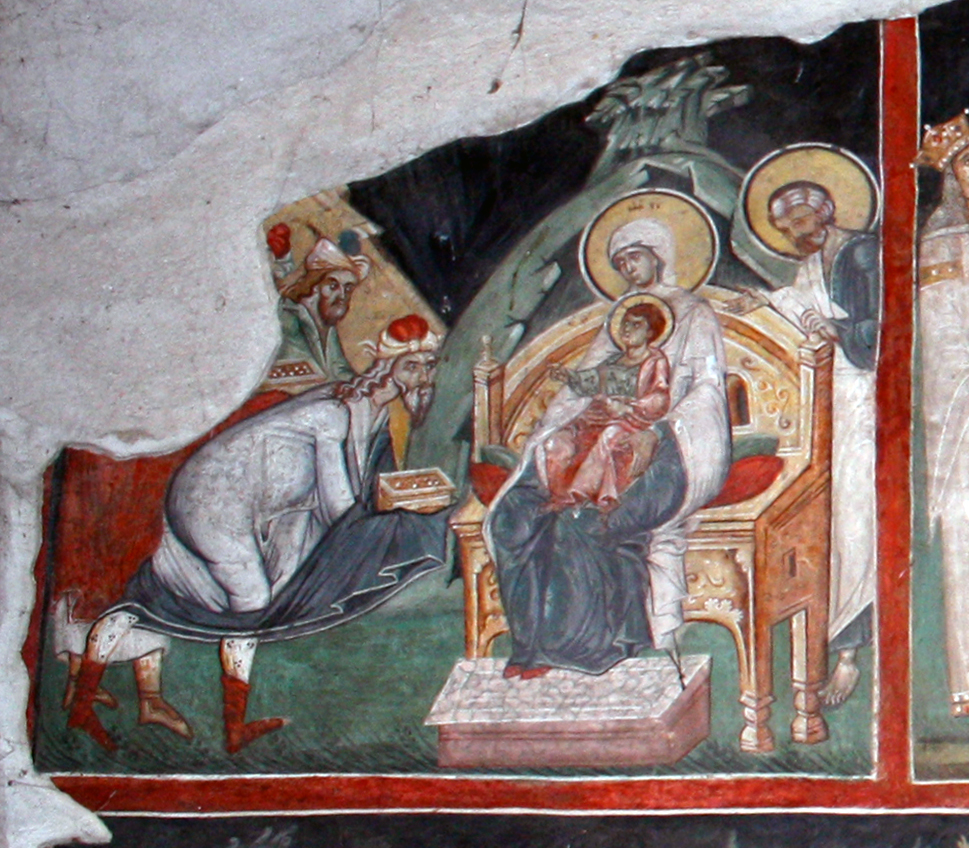
Fragment from medieval fresco, Kremikovtsi Monastery
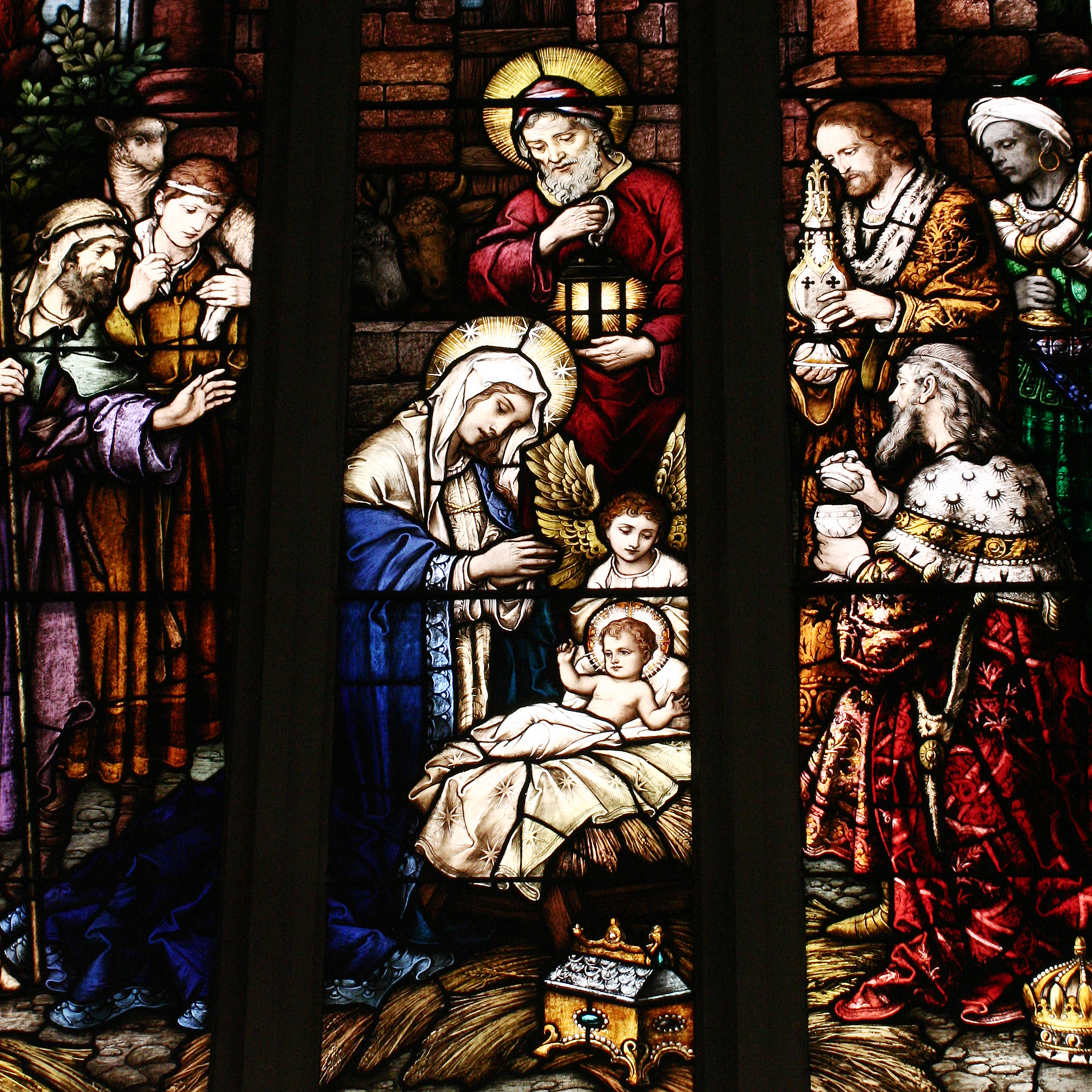
Stained glass, St. Michael's Cathedral (Toronto)
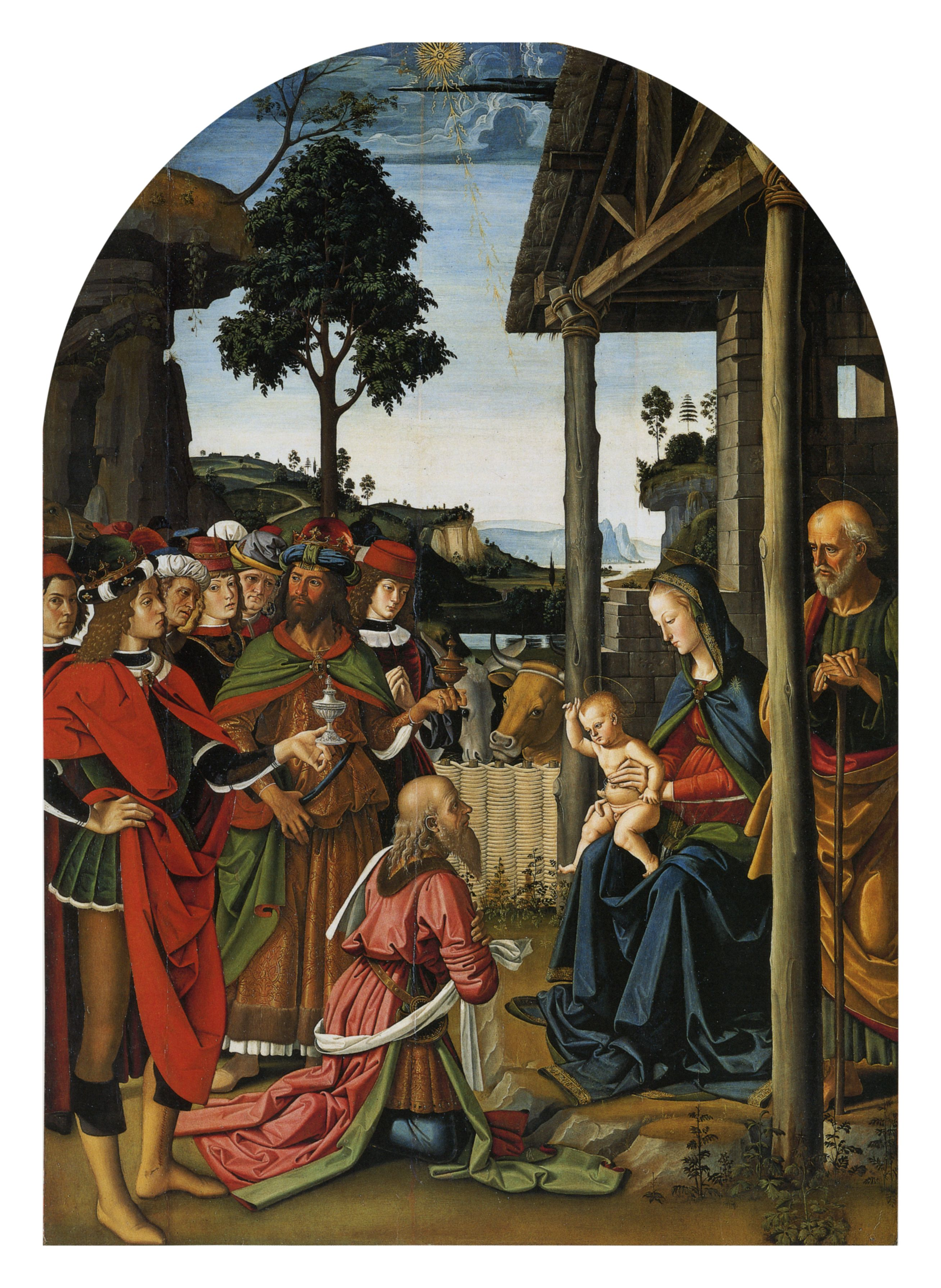
Temple sobre panel, Adoración de los Reyes Magos (1470 - 1473), Galleria nazionale dell'Umbria, Perugia.